# قائمة العملات التذكارية العراقية
هذه قائمة بالعملات التذكارية والمسكوكات الرسمية العراقية الصادرة عن البنك المركزي العراقي:

## العهد الملكي (1920-1932)
لم تصدر أية قطعة نقدية تذكارية ولا ورقة نقدية تذكارية خلال العهد الملكي في العراق.

## الجمهورية الأولى (1958-1963)
أصدرت هذه المسكوكة لمناسبة الذكرى الأولى لثورة 14 تموز 1958، ورغم أنها لم تكن شائعة التداول في التعاملات النقدية اليومية إلا أن قيمتها الاسمية كانت 500 فلس.
| \| مسكوكة الذكرى الأولى لثورة 14 تموز 1958 \|                                                                         | \| مسكوكة الذكرى الأولى لثورة 14 تموز 1958 \|                                                                         | \| مسكوكة الذكرى الأولى لثورة 14 تموز 1958 \| | \| مسكوكة الذكرى الأولى لثورة 14 تموز 1958 \| | \| مسكوكة الذكرى الأولى لثورة 14 تموز 1958 \| |
| --- | --- | --------------------------------------------- | --------------------------------------------- | --------------------------------------------- |
| | |                                               |                                               |                                               |
| الوجه : صورة عبد الكريم قاسم مع عبارة "الذكرى الأولى لثورة 14 تموز 1958" وعبارة "الزعيم اللواء الركن عبد الكريم قاسم" | الوجه : صورة عبد الكريم قاسم مع عبارة "الذكرى الأولى لثورة 14 تموز 1958" وعبارة "الزعيم اللواء الركن عبد الكريم قاسم" | العكس : الشعار الجمهوري مع تاريخ 1379-1959    | العكس : الشعار الجمهوري مع تاريخ 1379-1959    |                                               |
| الكتلة 37,5 غم | المعدن الفضة (عيار 0.500)                                                                                             | القطر 45 ملم                                  | السُمك 3 ملم                                   |                                               |
| المصمم(ون) | المصمم(ون) | الحواف                                        | الحواف                                        |                                               |
| الطرازات كمية السك 500000                                                                                             | |                                               |                                               |                                               |
| | |                                               |                                               |                                               |
| ملاحظات – (X #1) (Dav AAO #510) (N #111328)                                                                           | |                                               |                                               |                                               |
| مسكوكة الذكرى الأولى لثورة 14 تموز 1958                                                                               | |                                               |                                               |                                               |

## حكم حزب البعث العربي الاشتراكي (1968-2003)

### إصدار الفاو
كانت هذه العملة النقدية أول عملة نقدية معدنية في العراق بقيمة 250 فلسا، تظهر على حافة العملة النقدية حروف "F A O" وهي حروف "منظمة الأغذية والزراعة (الفاو)":
| \| الفاو (250 فلسا) \|                            | \| الفاو (250 فلسا) \|     | \| الفاو (250 فلسا) \|                                    | \| الفاو (250 فلسا) \|                                    | \| الفاو (250 فلسا) \| |
| ------------------------------------------------- | -------------------------- | --------------------------------------------------------- | --------------------------------------------------------- | ---------------------- |
|                                                   |                            |                                                           |                                                           |                        |
| الوجه : النخيل 1970 - 1390                        | الوجه : النخيل 1970 - 1390 | العكس : الجمهورية العراقية + صورة سنبلة وورقة + 250 فلسا  | العكس : الجمهورية العراقية + صورة سنبلة وورقة + 250 فلسا  |                        |
| الكتلة 15,15 غم                                   | المعدن نيكل                | القطر 33 ملم                                              | السُمك 2,3 ملم                                             |                        |
| المصمم(ون)                                        | المصمم(ون)                 | الحواف منقوشة (F.A.O. \| 250 F.A.O. \| 250 F.A.O. \| 250) | الحواف منقوشة (F.A.O. \| 250 F.A.O. \| 250 F.A.O. \| 250) |                        |
| الطرازات كمية السك 500000 عملة + 1000 عملة إثبات  |                            |                                                           |                                                           |                        |
|                                                   |                            |                                                           |                                                           |                        |
| ملاحظات – (KM #130) (Schön #36) (Y #36) (N #9564) |                            |                                                           |                                                           |                        |
| الفاو (250 فلسا)                                  |                            |                                                           |                                                           |                        |

### إصدار الذكرى الأولى لاتفاقية الحكم الذاتي
أصدرت في 11 آذار 1971 عملة نقدية تذكارية قابلة للتداول لمناسبة مرور سنة على اتفاق الحكم الذاتي والذي منح أكراد العراق حق الحكم الذاتي في محافظات السليمانية وأربيل ودهوك.
| \| ذكرى اتفاقية الحكم الذاتي (250 فلسا) \| | \| ذكرى اتفاقية الحكم الذاتي (250 فلسا) \| | \| ذكرى اتفاقية الحكم الذاتي (250 فلسا) \|                                                           | \| ذكرى اتفاقية الحكم الذاتي (250 فلسا) \|                                                           | \| ذكرى اتفاقية الحكم الذاتي (250 فلسا) \| |
| --- | --- | --- | --- | ------------------------------------------ |
| | | | |                                            |
| الوجه : نقش بالمناسبة مع تاريخ "11 آذار 1970"، حيث يظهر رسم بارز لحمامة السلام في الأعلى وفي منقارها غصن زيتون وعلى خنجر كردي في الجهة اليمنى وسيف عربي في الجهة اليسرى وهما في عمديهما وفي الوسط التاريخ الميلادي 11 اذار 1970 وفي الأسفل منظر لجبال العراق ومجرى الرافدين مع سنابل القمح على الجانبين. | الوجه : نقش بالمناسبة مع تاريخ "11 آذار 1970"، حيث يظهر رسم بارز لحمامة السلام في الأعلى وفي منقارها غصن زيتون وعلى خنجر كردي في الجهة اليمنى وسيف عربي في الجهة اليسرى وهما في عمديهما وفي الوسط التاريخ الميلادي 11 اذار 1970 وفي الأسفل منظر لجبال العراق ومجرى الرافدين مع سنابل القمح على الجانبين. | العكس : صورة سنبلة وورقة تبغ مع عبارة "الجمهوريه العراقية" وتواريخ "١٣٩١" و"١٩٧١" والقيمة "٢٥٠ فلساً" | العكس : صورة سنبلة وورقة تبغ مع عبارة "الجمهوريه العراقية" وتواريخ "١٣٩١" و"١٩٧١" والقيمة "٢٥٠ فلساً" |                                            |
| الكتلة 15,15 غم | المعدن النيكل | القطر 33 ملم                                                                                         | السُمك 2,2 ملم                                                                                        |                                            |
| المصمم(ون) | المصمم(ون) | الحواف                                                                                               | الحواف                                                                                               |                                            |
| الطرازات كمية الإصدار: 500000 للتداول + 1000 عملة إثبات | | | |                                            |
| | | | |                                            |
| ملاحظات – (KM #131) (Schön #40) (N #9565) | | | |                                            |
| ذكرى اتفاقية الحكم الذاتي (250 فلسا) | | | |                                            |

### إصدارات اليوبيل الذهبي للجيش العراقي
عُدّل قانون عملة الجمهورية العراقية رقم 92 لسنة 1959 المعدل في سنة 1970، وبناءَعلى هذا التعديل أصدرت في 6 كانون الثاني 1971 العملات والمسكوكات النقدية التالية لمناسبة اليوبيل الذهبي (مرور 50 عاما على تأسيس الجيش العراقي).
وقد سُكّت هذه العملات في دار سك العملة الملكية في لانتريسانت [الإنجليزية]
 بالمملكة المتحدة.
| \| يوبيل الجيش العراقي الذهبي (500 فلس) \|              | \| يوبيل الجيش العراقي الذهبي (500 فلس) \| | \| يوبيل الجيش العراقي الذهبي (500 فلس) \|                                                                           | \| يوبيل الجيش العراقي الذهبي (500 فلس) \|                                                                           | \| يوبيل الجيش العراقي الذهبي (500 فلس) \| |
| ------------------------------------------------------- | ------------------------------------------ | --- | --- | ------------------------------------------ |
|                                                         |                                            | | |                                            |
| الوجه : صورة جنديين وتواريخ "١٩٢١" و"١٩٧١"              | الوجه : صورة جنديين وتواريخ "١٩٢١" و"١٩٧١" | العكس : عبارة "الجمهورية العراقية" وكذلك عبارة "يوبيل الجيش العراقي الذهبي" وتواريخ "١٣٩٠" و"١٩٧١" والقيمة "٥٠٠ فلس" | العكس : عبارة "الجمهورية العراقية" وكذلك عبارة "يوبيل الجيش العراقي الذهبي" وتواريخ "١٣٩٠" و"١٩٧١" والقيمة "٥٠٠ فلس" |                                            |
| الكتلة 22,9 غم                                          | المعدن النيكل                              | القطر 36,3 ملم | السُمك 2,5 ملم |                                            |
| المصمم(ون)                                              | المصمم(ون)                                 | الحواف مسكوك | الحواف مسكوك |                                            |
| الطرازات كمية الإصدار: 500000 للتداول + 1000 عملة إثبات |                                            | | |                                            |
|                                                         |                                            | | |                                            |
| ملاحظات – (KM #132) (Schön #37) (N #12688)              |                                            | | |                                            |
| يوبيل الجيش العراقي الذهبي (500 فلس)                    |                                            | | |                                            |

| \| مسكوكة يوبيل الجيش العراقي الذهبي (دينار واحد) \|                               | \| مسكوكة يوبيل الجيش العراقي الذهبي (دينار واحد) \| | \| مسكوكة يوبيل الجيش العراقي الذهبي (دينار واحد) \|                                                                 | \| مسكوكة يوبيل الجيش العراقي الذهبي (دينار واحد) \|                                                                 | \| مسكوكة يوبيل الجيش العراقي الذهبي (دينار واحد) \| |
| ---------------------------------------------------------------------------------- | ---------------------------------------------------- | --- | --- | ---------------------------------------------------- |
|                                                                                    |                                                      | | |                                                      |
| الوجه : صورة جنديين وتواريخ "١٩٢١" و"١٩٧١"                                         | الوجه : صورة جنديين وتواريخ "١٩٢١" و"١٩٧١"           | العكس : عبارة "الجمهورية العراقية" وكذلك عبارة "يوبيل الجيش العراقي الذهبي" وتواريخ "١٣٩٠" و"١٩٧١" والقيمة "٥٠٠ فلس" | العكس : عبارة "الجمهورية العراقية" وكذلك عبارة "يوبيل الجيش العراقي الذهبي" وتواريخ "١٣٩٠" و"١٩٧١" والقيمة "٥٠٠ فلس" |                                                      |
| الكتلة 31 غم                                                                       | المعدن الفضة (عيار 0.900)                            | القطر 40 ملم | السُمك 3 ملم |                                                      |
| المصمم(ون)                                                                         | المصمم(ون)                                           | الحواف مسكوك | الحواف مسكوك |                                                      |
| الطرازات كمية الإصدار: 14500 عملة لامعة غير متداولة [الإنجليزية] + 5500 عملة إثبات |                                                      | | |                                                      |
|                                                                                    |                                                      | | |                                                      |
| ملاحظات – (KM #133) (Schön #38) (N #47682)                                         |                                                      | | |                                                      |
| مسكوكة يوبيل الجيش العراقي الذهبي (دينار واحد)                                     |                                                      | | |                                                      |

| \| مسكوكة يوبيل الجيش العراقي الذهبي (5 دنانير) \|               | \| مسكوكة يوبيل الجيش العراقي الذهبي (5 دنانير) \| | \| مسكوكة يوبيل الجيش العراقي الذهبي (5 دنانير) \|                                                                   | \| مسكوكة يوبيل الجيش العراقي الذهبي (5 دنانير) \|                                                                   | \| مسكوكة يوبيل الجيش العراقي الذهبي (5 دنانير) \| |
| ---------------------------------------------------------------- | -------------------------------------------------- | --- | --- | -------------------------------------------------- |
|                                                                  |                                                    | | |                                                    |
| الوجه : صورة جنديين وتواريخ "١٩٢١" و"١٩٧١"                       | الوجه : صورة جنديين وتواريخ "١٩٢١" و"١٩٧١"         | العكس : عبارة "الجمهورية العراقية" وكذلك عبارة "يوبيل الجيش العراقي الذهبي" وتواريخ "١٣٩٠" و"١٩٧١" والقيمة "٥٠٠ فلس" | العكس : عبارة "الجمهورية العراقية" وكذلك عبارة "يوبيل الجيش العراقي الذهبي" وتواريخ "١٣٩٠" و"١٩٧١" والقيمة "٥٠٠ فلس" |                                                    |
| الكتلة 13,57 غم                                                  | المعدن الذهب (عيار 0,917)                          | القطر 28,4 ملم | السُمك |                                                    |
| المصمم(ون)                                                       | المصمم(ون)                                         | الحواف مسكوكة | الحواف مسكوكة |                                                    |
| الطرازات كمية الإصدار: 20000 عملة لامعة غير متداولة [الإنجليزية] |                                                    | | |                                                    |
|                                                                  |                                                    | | |                                                    |
| ملاحظات – (KM #134) (Schön #39) (N #63037)                       |                                                    | | |                                                    |
| مسكوكة يوبيل الجيش العراقي الذهبي (5 دنانير)                     |                                                    | | |                                                    |

### إصدار اليوبيل الفضي لحزب البعث العربي الاشتراكي
أصدرت العملة النقدية التالية في 7 نيسان 1972 لمناسبة اليوبيل الفضي (مرور 25 عاما) على تأسيس حزب البعث العربي الاشتراكي:
| \| اليوبيل الفضي لحزب البعث العربي الاشتراكي (250 فلسا) \| | \| اليوبيل الفضي لحزب البعث العربي الاشتراكي (250 فلسا) \| | \| اليوبيل الفضي لحزب البعث العربي الاشتراكي (250 فلسا) \|                                                                   | \| اليوبيل الفضي لحزب البعث العربي الاشتراكي (250 فلسا) \|                                                                   | \| اليوبيل الفضي لحزب البعث العربي الاشتراكي (250 فلسا) \| |
| ---------------------------------------------------------- | ---------------------------------------------------------- | --- | --- | ---------------------------------------------------------- |
|                                                            |                                                            | | |                                                            |
| الوجه : النخيل مع تاريخ "١٣٩٢" و"١٩٧٢"                     | الوجه : النخيل مع تاريخ "١٣٩٢" و"١٩٧٢"                     | العكس : عبارة "الجمهورية العراقية" والقيمة "٢٥٠ فلسا" والتاريخ "٧\٤\١٩٧٢" وعبارة "اليوبيل الفضي لحزب البعث العربي الاشتراكي" | العكس : عبارة "الجمهورية العراقية" والقيمة "٢٥٠ فلسا" والتاريخ "٧\٤\١٩٧٢" وعبارة "اليوبيل الفضي لحزب البعث العربي الاشتراكي" |                                                            |
| الكتلة 15,15 غم                                            | المعدن النيكل                                              | القطر 33 ملم | السُمك 2,25 ملم |                                                            |
| المصمم(ون)                                                 | المصمم(ون)                                                 | الحواف مسننة | الحواف مسننة |                                                            |
| الطرازات كمية الإصدار: 250000 للتداول                      |                                                            | | |                                                            |
|                                                            |                                                            | | |                                                            |
| ملاحظات – (KM #135) (Schön #41) (N #9566)                  |                                                            | | |                                                            |
| اليوبيل الفضي لحزب البعث العربي الاشتراكي (250 فلسا)       |                                                            | | |                                                            |

### إصدار اليوبيل الفضي للبنك المركزي العراقي
أصدرت في 16 تشرين الثاني 1972 العملة النقدية التالية لمناسبة اليوبيل الفضي (مرور 25 عاما) على تأسيس البنك المركزي العراقي:
| \| اليوبيل الفضي للبنك المركزي العراقي (250 فلسا) \| | \| اليوبيل الفضي للبنك المركزي العراقي (250 فلسا) \| | \| اليوبيل الفضي للبنك المركزي العراقي (250 فلسا) \|                                                                    | \| اليوبيل الفضي للبنك المركزي العراقي (250 فلسا) \|                                                                    | \| اليوبيل الفضي للبنك المركزي العراقي (250 فلسا) \| |
| ---------------------------------------------------- | ---------------------------------------------------- | --- | --- | ---------------------------------------------------- |
|                                                      |                                                      | | |                                                      |
| الوجه : النخيل مع تاريخ "١٣٩٢" و"١٩٧٢"               | الوجه : النخيل مع تاريخ "١٣٩٢" و"١٩٧٢"               | العكس : عبارة "الجمهورية العراقية" والقيمة "٢٥٠ فلسا" والتاريخ "١٩٤٧-١٩٧٢" وعبارة "اليوبيل الفضي للبنك المركزي العراقي" | العكس : عبارة "الجمهورية العراقية" والقيمة "٢٥٠ فلسا" والتاريخ "١٩٤٧-١٩٧٢" وعبارة "اليوبيل الفضي للبنك المركزي العراقي" |                                                      |
| الكتلة 15,15 غم                                      | المعدن النيكل                                        | القطر 33 ملم | السُمك 2,25 ملم |                                                      |
| المصمم(ون)                                           | المصمم(ون)                                           | الحواف ملساء | الحواف ملساء |                                                      |
| الطرازات كمية الإصدار: 250000 للتداول                |                                                      | | |                                                      |
|                                                      |                                                      | | |                                                      |
| ملاحظات – (KM #136) (Schön #42) (N #12683)           |                                                      | | |                                                      |
| اليوبيل الفضي للبنك المركزي العراقي (250 فلسا)       |                                                      | | |                                                      |

| \| مسكوكة اليوبيل الفضي للبنك المركزي العراقي (دينار واحد) \|    | \| مسكوكة اليوبيل الفضي للبنك المركزي العراقي (دينار واحد) \| | \| مسكوكة اليوبيل الفضي للبنك المركزي العراقي (دينار واحد) \|                                                           | \| مسكوكة اليوبيل الفضي للبنك المركزي العراقي (دينار واحد) \|                                                           | \| مسكوكة اليوبيل الفضي للبنك المركزي العراقي (دينار واحد) \| |
| ---------------------------------------------------------------- | ------------------------------------------------------------- | --- | --- | ------------------------------------------------------------- |
|                                                                  |                                                               | | |                                                               |
| الوجه : النخيل مع تاريخ "١٣٩٢" و"١٩٧٢"                           | الوجه : النخيل مع تاريخ "١٣٩٢" و"١٩٧٢"                        | العكس : عبارة "الجمهورية العراقية" والقيمة "٢٥٠ فلسا" والتاريخ "١٩٤٧-١٩٧٢" وعبارة "اليوبيل الفضي للبنك المركزي العراقي" | العكس : عبارة "الجمهورية العراقية" والقيمة "٢٥٠ فلسا" والتاريخ "١٩٤٧-١٩٧٢" وعبارة "اليوبيل الفضي للبنك المركزي العراقي" |                                                               |
| الكتلة 31 غم                                                     | المعدن الفضة (عيار 0.500)                                     | القطر 40 ملم | السُمك 3,2 ملم |                                                               |
| المصمم(ون)                                                       | المصمم(ون)                                                    | الحواف مسننة | الحواف مسننة |                                                               |
| الطرازات كمية الإصدار: 50000 عملة لامعة غير متداولة [الإنجليزية] |                                                               | | |                                                               |
|                                                                  |                                                               | | |                                                               |
| ملاحظات – (KM #137) (Schön #43) (N #31153)                       |                                                               | | |                                                               |
| مسكوكة اليوبيل الفضي للبنك المركزي العراقي (دينار واحد)          |                                                               | | |                                                               |

### إصدارات الذكرى الأولى لتأميم النفط
أصدر مرسوم جمهوري في 17 أيار 1973 ونشر في جريدة الوقائع العراقية بتاريخ 28 أيار 1973 بخصوس سك مسكوكات بمناسبة يوم تأميم عمليات شركة نفط العراق.
كما أصدر مرسوم جمهوري في 11 آب 1973 ونشر في جريدة الوقائع العراقية بتاريخ 2 أيلول 1973 بخصوس سك مسكوكتين فضية وذهبية بمناسبة تأميم النفط في العراق، لكن إصدارهما غير مؤكد.
| \| ذكرى تحرير النفط من الاحتكارات الأجنبية (250 فلسا) \|                                                                          | \| ذكرى تحرير النفط من الاحتكارات الأجنبية (250 فلسا) \|                                                                          | \| ذكرى تحرير النفط من الاحتكارات الأجنبية (250 فلسا) \| | \| ذكرى تحرير النفط من الاحتكارات الأجنبية (250 فلسا) \| | \| ذكرى تحرير النفط من الاحتكارات الأجنبية (250 فلسا) \| |
| --- | --- | --- | --- | -------------------------------------------------------- |
| | | | |                                                          |
| الوجه : يظهر على وجه المسكوكة برج النفط مع مشعل الحرية ويوضع التاريخ الهجري "1393 على اليمين والتاريخ الميلادي "1973" على اليسار. | الوجه : يظهر على وجه المسكوكة برج النفط مع مشعل الحرية ويوضع التاريخ الهجري "1393 على اليمين والتاريخ الميلادي "1973" على اليسار. | العكس : يكتب على ظهر المسكوكة عبارة "الجمهورية العراقية" في الأعلى، وعبارة "ذكرى تحرير النفط من الاحتكارات الأجنبية" في الأسفل، وترسم دائرة صغيرة في الوسط تكتب بداخلها الفئة (250 فلسا) ويكتب تحت الدائرة التاريخ "1 حزيران 1972". | العكس : يكتب على ظهر المسكوكة عبارة "الجمهورية العراقية" في الأعلى، وعبارة "ذكرى تحرير النفط من الاحتكارات الأجنبية" في الأسفل، وترسم دائرة صغيرة في الوسط تكتب بداخلها الفئة (250 فلسا) ويكتب تحت الدائرة التاريخ "1 حزيران 1972". |                                                          |
| الكتلة 15 غم | المعدن النيكل | القطر 33 ملم | السُمك |                                                          |
| المصمم(ون) | المصمم(ون) | الحواف مسننة | الحواف مسننة |                                                          |
| الطرازات | | | |                                                          |
| | | | |                                                          |
| ملاحظات – (KM #138) (Schön #44) (N #12685)                                                                                        | | | |                                                          |
| ذكرى تحرير النفط من الاحتكارات الأجنبية (250 فلسا)                                                                                | | | |                                                          |

| \| ذكرى تحرير النفط من الاحتكارات الأجنبية (500 فلس) \|                                                                        | \| ذكرى تحرير النفط من الاحتكارات الأجنبية (500 فلس) \|                                                                        | \| ذكرى تحرير النفط من الاحتكارات الأجنبية (500 فلس) \| | \| ذكرى تحرير النفط من الاحتكارات الأجنبية (500 فلس) \| | \| ذكرى تحرير النفط من الاحتكارات الأجنبية (500 فلس) \| |
| --- | --- | --- | --- | ------------------------------------------------------- |
| | | | |                                                         |
| الوجه : يظهر على وجه المسكوكة منظر من حقل الرميلة، ويوضع التاريخ الهجري "1393" على اليمين والتاريخ الميلادي "1973" على اليسار. | الوجه : يظهر على وجه المسكوكة منظر من حقل الرميلة، ويوضع التاريخ الهجري "1393" على اليمين والتاريخ الميلادي "1973" على اليسار. | العكس : يكتب على ظهر المسكوكة عبارة "الجمهورية العراقية" في الأعلى، وعبارة "ذكرى تحرير النفط من الاحتكارات الأجنبية" في الأسفل، وترسم دائرة صغيرة في الوسط تكتب بداخلها الفئة (500 فلس) ويكتب تحت الدائرة التاريخ "1 حزيران 1972". | العكس : يكتب على ظهر المسكوكة عبارة "الجمهورية العراقية" في الأعلى، وعبارة "ذكرى تحرير النفط من الاحتكارات الأجنبية" في الأسفل، وترسم دائرة صغيرة في الوسط تكتب بداخلها الفئة (500 فلس) ويكتب تحت الدائرة التاريخ "1 حزيران 1972". |                                                         |
| الكتلة 23 غم | المعدن النيكل | القطر 36 ملم | السُمك |                                                         |
| المصمم(ون) | المصمم(ون) | الحواف مسننة | الحواف مسننة |                                                         |
| الطرازات | | | |                                                         |
| | | | |                                                         |
| ملاحظات – (KM #139) (Schön #45) (N #9567)                                                                                      | | | |                                                         |
| ذكرى تحرير النفط من الاحتكارات الأجنبية (500 فلس)                                                                              | | | |                                                         |

| \| ذكرى تحرير النفط من الاحتكارات الأجنبية (دينار واحد) \|                                                                          | \| ذكرى تحرير النفط من الاحتكارات الأجنبية (دينار واحد) \|                                                                          | \| ذكرى تحرير النفط من الاحتكارات الأجنبية (دينار واحد) \| | \| ذكرى تحرير النفط من الاحتكارات الأجنبية (دينار واحد) \| | \| ذكرى تحرير النفط من الاحتكارات الأجنبية (دينار واحد) \| |
| --- | --- | --- | --- | ---------------------------------------------------------- |
| | | | |                                                            |
| الوجه : يظهر على وجه المسكوكة صورة ناقلة النفط "كركوك"، ويوضع التاريخ الهجري "1393" على اليمين والتاريخ الميلادي "1973" على اليسار. | الوجه : يظهر على وجه المسكوكة صورة ناقلة النفط "كركوك"، ويوضع التاريخ الهجري "1393" على اليمين والتاريخ الميلادي "1973" على اليسار. | العكس : يكتب على ظهر المسكوكة عبارة "الجمهورية العراقية" في الأعلى، وعبارة "ذكرى تحرير النفط من الاحتكارات الأجنبية" في الأسفل، وترسم دائرة صغيرة في الوسط تكتب بداخلها الفئة (1 دينار) ويكتب تحت الدائرة التاريخ "1 حزيران 1972". | العكس : يكتب على ظهر المسكوكة عبارة "الجمهورية العراقية" في الأعلى، وعبارة "ذكرى تحرير النفط من الاحتكارات الأجنبية" في الأسفل، وترسم دائرة صغيرة في الوسط تكتب بداخلها الفئة (1 دينار) ويكتب تحت الدائرة التاريخ "1 حزيران 1972". |                                                            |
| الكتلة 31 غم | المعدن الفضة (عيار 0.900) | القطر 40 ملم | السُمك |                                                            |
| المصمم(ون) | المصمم(ون) | الحواف مسننة | الحواف مسننة |                                                            |
| الطرازات | | | |                                                            |
| | | | |                                                            |
| ملاحظات – (KM #140) (Schön #46) (N #20719)                                                                                          | | | |                                                            |
| ذكرى تحرير النفط من الاحتكارات الأجنبية (دينار واحد)                                                                                | | | |                                                            |

| \| ذكرى تحرير النفط من الاحتكارات الأجنبية (دينار واحد) \|                                                                                      | \| ذكرى تحرير النفط من الاحتكارات الأجنبية (دينار واحد) \|                                                                                      | \| ذكرى تحرير النفط من الاحتكارات الأجنبية (دينار واحد) \| | \| ذكرى تحرير النفط من الاحتكارات الأجنبية (دينار واحد) \| | \| ذكرى تحرير النفط من الاحتكارات الأجنبية (دينار واحد) \| |
| --- | --- | --- | --- | ---------------------------------------------------------- |
| | | | |                                                            |
| الوجه : تظهر على وجه المسكوكة صورة أحمد حسن البكر ويوضع التاريخ الهجري "1393" على اليمين والتاريخ الميلادي "1973" على اليسار وبينهما زخرف بسيط. | الوجه : تظهر على وجه المسكوكة صورة أحمد حسن البكر ويوضع التاريخ الهجري "1393" على اليمين والتاريخ الميلادي "1973" على اليسار وبينهما زخرف بسيط. | العكس : ويكتب على ظهر المسكوكتين عبارة "الجمهورية العراقية" في الأعلى والتاريخ "1 حزيران 1972" في الأسفل وترسم دائرة صغيرة في الوسط تكتب بداخلها فئة المسكوكة "1 دينار" ويرسم على جانبيها صورة برج النفط، ويوسم عيار الذهب "22 قيراط" تحت البرج الأيمن ورقم التسلسل تحت البرج الأيسر. | العكس : ويكتب على ظهر المسكوكتين عبارة "الجمهورية العراقية" في الأعلى والتاريخ "1 حزيران 1972" في الأسفل وترسم دائرة صغيرة في الوسط تكتب بداخلها فئة المسكوكة "1 دينار" ويرسم على جانبيها صورة برج النفط، ويوسم عيار الذهب "22 قيراط" تحت البرج الأيمن ورقم التسلسل تحت البرج الأيسر. |                                                            |
| الكتلة 31 غم | المعدن الفضة (عيار 0.900) | القطر 40 ملم | السُمك |                                                            |
| المصمم(ون) | المصمم(ون) | الحواف مسننة | الحواف مسننة |                                                            |
| الطرازات | | | |                                                            |
| | | | |                                                            |
| ملاحظات – غير مؤكد إصدارها | | | |                                                            |
| ذكرى تحرير النفط من الاحتكارات الأجنبية (دينار واحد)                                                                                            | | | |                                                            |

| \| ذكرى تحرير النفط من الاحتكارات الأجنبية (30 دينارًا) \|                                                                                       | \| ذكرى تحرير النفط من الاحتكارات الأجنبية (30 دينارًا) \|                                                                                       | \| ذكرى تحرير النفط من الاحتكارات الأجنبية (30 دينارًا) \| | \| ذكرى تحرير النفط من الاحتكارات الأجنبية (30 دينارًا) \| | \| ذكرى تحرير النفط من الاحتكارات الأجنبية (30 دينارًا) \| |
| --- | --- | --- | --- | --------------------------------------------------------- |
| | | | |                                                           |
| الوجه : تظهر على وجه المسكوكة صورة أحمد حسن البكر ويوضع التاريخ الهجري "1393" على اليمين والتاريخ الميلادي "1973" على اليسار وبينهما زخرف بسيط. | الوجه : تظهر على وجه المسكوكة صورة أحمد حسن البكر ويوضع التاريخ الهجري "1393" على اليمين والتاريخ الميلادي "1973" على اليسار وبينهما زخرف بسيط. | العكس : ويكتب على ظهر المسكوكتين عبارة "الجمهورية العراقية" في الأعلى والتاريخ "1 حزيران 1972" في الأسفل وترسم دائرة صغيرة في الوسط تكتب بداخلها فئة المسكوكة "30 دينارا" ويرسم على جانبيها صورة برج النفط، ويوسم عيار الذهب "22 قيراط" تحت البرج الأيمن ورقم التسلسل تحت البرج الأيسر. | العكس : ويكتب على ظهر المسكوكتين عبارة "الجمهورية العراقية" في الأعلى والتاريخ "1 حزيران 1972" في الأسفل وترسم دائرة صغيرة في الوسط تكتب بداخلها فئة المسكوكة "30 دينارا" ويرسم على جانبيها صورة برج النفط، ويوسم عيار الذهب "22 قيراط" تحت البرج الأيمن ورقم التسلسل تحت البرج الأيسر. |                                                           |
| الكتلة 38 غم | المعدن الذهب (عيار 0.917) | القطر 40 ملم | السُمك |                                                           |
| المصمم(ون) | المصمم(ون) | الحواف مسننة | الحواف مسننة |                                                           |
| الطرازات | | | |                                                           |
| | | | |                                                           |
| ملاحظات – غير مؤكد إصدارها | | | |                                                           |
| ذكرى تحرير النفط من الاحتكارات الأجنبية (30 دينارًا)                                                                                             | | | |                                                           |

### إصدارات الفاو - من أجل مزيد من الطعام
أصدر البنك المركزي العراقي مسكوكات تذكارية قانونية لأغراض منظمة الغذاء والزراعة الدولية من فئتي العشرة والخمسة فلوس تحمل بظهرها عبارة "من أجل المزيد من الطعام" بدلاً من رسم ورقة تبغ متقاطعة مع سنبلة قمح في التصميم المعتاد للفئات النقدية غير التذكارية في حينها. وكان هذا الإصدار ضمن إصدار مشترك مع الكثير من بلدان العالم.
| \| الفاو - من أجل مزيد من الطعام (5 فلوس) \|                   | \| الفاو - من أجل مزيد من الطعام (5 فلوس) \| | \| الفاو - من أجل مزيد من الطعام (5 فلوس) \|                                                                                      | \| الفاو - من أجل مزيد من الطعام (5 فلوس) \|                                                                                      | \| الفاو - من أجل مزيد من الطعام (5 فلوس) \| |
| -------------------------------------------------------------- | -------------------------------------------- | --- | --- | -------------------------------------------- |
|                                                                |                                              | | |                                              |
| الوجه : تصميم النخيل مع تواريخ 1975 - 1395                     | الوجه : تصميم النخيل مع تواريخ 1975 - 1395   | العكس : في الأعلى عبارة "جمهورية العراق" وفي الوسط دائرة مكتوب فيها فئة العملة "5 فلوس" وفي الأسفل عبارة "من أجل مزيد من الطعام". | العكس : في الأعلى عبارة "جمهورية العراق" وفي الوسط دائرة مكتوب فيها فئة العملة "5 فلوس" وفي الأسفل عبارة "من أجل مزيد من الطعام". |                                              |
| الكتلة 4 غم                                                    | المعدن حديد غير قابل للصدأ                   | القطر 22 ملم | السُمك 1.62 ملم |                                              |
| المصمم(ون)                                                     | المصمم(ون)                                   | الحواف مقوسة باثني عشر قوساً | الحواف مقوسة باثني عشر قوساً |                                              |
| الطرازات                                                       |                                              | | |                                              |
|                                                                |                                              | | |                                              |
| ملاحظات – كمية الإصدار 2000000 (KM #141) (Schön #47) (N #7977) |                                              | | |                                              |
| الفاو - من أجل مزيد من الطعام (5 فلوس)                         |                                              | | |                                              |

| \| الفاو - من أجل مزيد من الطعام (10 فلوس) \| | \| الفاو - من أجل مزيد من الطعام (10 فلوس) \| | \| الفاو - من أجل مزيد من الطعام (10 فلوس) \|                                                                                      | \| الفاو - من أجل مزيد من الطعام (10 فلوس) \|                                                                                      | \| الفاو - من أجل مزيد من الطعام (10 فلوس) \| |
| --------------------------------------------- | --------------------------------------------- | --- | --- | --------------------------------------------- |
|                                               |                                               | | |                                               |
| الوجه : تصميم النخيل مع تواريخ 1975 - 1395    | الوجه : تصميم النخيل مع تواريخ 1975 - 1395    | العكس : في الأعلى عبارة "جمهورية العراق" وفي الوسط دائرة مكتوب فيها فئة العملة "10 فلوس" وفي الأسفل عبارة "من أجل مزيد من الطعام". | العكس : في الأعلى عبارة "جمهورية العراق" وفي الوسط دائرة مكتوب فيها فئة العملة "10 فلوس" وفي الأسفل عبارة "من أجل مزيد من الطعام". |                                               |
| الكتلة 5.8 غم                                 | المعدن حديد غير قابل للصدأ                    | القطر 26 ملم | السُمك 1.6 ملم |                                               |
| المصمم(ون)                                    | المصمم(ون)                                    | الحواف مقوسة باثني عشر قوساً | الحواف مقوسة باثني عشر قوساً |                                               |
| الطرازات                                      |                                               | | |                                               |
|                                               |                                               | | |                                               |
| ملاحظات – (KM #142) (Schön #48) (N #3315)     |                                               | | |                                               |
| الفاو - من أجل مزيد من الطعام (10 فلوس)       |                                               | | |                                               |

### إصدار الذكرى الأولى لقيام الحكم الذاتي
مسكوكتان إحداهما من الفضة والأخرى من الذهب، بيعت المسكوكة الذهب بسعر قدره سبعون دينارا والمسكوكة الفضة بسعر قدره ثلاثة دنانير ولم تكن معدة لاغراض التأديات القانونية.
| \| الذكرى الأولى لقيام الحكم الذاتي (الفضة) \| | \| الذكرى الأولى لقيام الحكم الذاتي (الفضة) \| | \| الذكرى الأولى لقيام الحكم الذاتي (الفضة) \| | \| الذكرى الأولى لقيام الحكم الذاتي (الفضة) \| | \| الذكرى الأولى لقيام الحكم الذاتي (الفضة) \| |
| --- | --- | --- | --- | ---------------------------------------------- |
| | | | |                                                |
| الوجه : صورة بارزة لوجهي شخصين رمزيين يمثلان عربياً وكردياً بالزي الشعبي، ويوضع التاريخ الهجري (1395) على اليمين، والتاريخ الميلادي (1975) على اليسار | الوجه : صورة بارزة لوجهي شخصين رمزيين يمثلان عربياً وكردياً بالزي الشعبي، ويوضع التاريخ الهجري (1395) على اليمين، والتاريخ الميلادي (1975) على اليسار | العكس : كتب على ظهر المسكوكتين من الأعلى عبارة (الجمهورية العراقية) بالخط الكوفي، وتكتب في الوسط عبارة (بمناسبة الذكرى الأولى لقيام الحكم الذاتي، وعودة السلام إلى شمال الوطن) بالخطوط الثلث والنسخي والديواني، ويكتب التاريخ (17 صفر 1394  11 آذار 1974) في الأسفل. | العكس : كتب على ظهر المسكوكتين من الأعلى عبارة (الجمهورية العراقية) بالخط الكوفي، وتكتب في الوسط عبارة (بمناسبة الذكرى الأولى لقيام الحكم الذاتي، وعودة السلام إلى شمال الوطن) بالخطوط الثلث والنسخي والديواني، ويكتب التاريخ (17 صفر 1394  11 آذار 1974) في الأسفل. |                                                |
| الكتلة 31 غم | المعدن الفضة (عيار (0.900) | القطر 40 ملم | السُمك |                                                |
| المصمم(ون) | المصمم(ون) | الحواف مسننة | الحواف مسننة |                                                |
| الطرازات كمية السك 240000 | | | |                                                |
| | | | |                                                |
| ملاحظات – (N #158222) | | | |                                                |
| الذكرى الأولى لقيام الحكم الذاتي (الفضة) | | | |                                                |

| \| الذكرى الأولى لقيام الحكم الذاتي (الذهب) \| | \| الذكرى الأولى لقيام الحكم الذاتي (الذهب) \| | \| الذكرى الأولى لقيام الحكم الذاتي (الذهب) \| | \| الذكرى الأولى لقيام الحكم الذاتي (الذهب) \| | \| الذكرى الأولى لقيام الحكم الذاتي (الذهب) \| |
| --- | --- | --- | --- | ---------------------------------------------- |
| | | | |                                                |
| الوجه : صورة بارزة لوجهي شخصين رمزيين يمثلان عربياً وكردياً بالزي الشعبي، ويوضع التاريخ الهجري (1395) على اليمين، والتاريخ الميلادي (1975) على اليسار | الوجه : صورة بارزة لوجهي شخصين رمزيين يمثلان عربياً وكردياً بالزي الشعبي، ويوضع التاريخ الهجري (1395) على اليمين، والتاريخ الميلادي (1975) على اليسار | العكس : كتب على ظهر المسكوكتين من الأعلى عبارة (الجمهورية العراقية) بالخط الكوفي، وتكتب في الوسط عبارة (بمناسبة الذكرى الأولى لقيام الحكم الذاتي، وعودة السلام إلى شمال الوطن) بالخطوط الثلث والنسخي والديواني، ويكتب التاريخ (17 صفر 1394  11 آذار 1974) في الأسفل. | العكس : كتب على ظهر المسكوكتين من الأعلى عبارة (الجمهورية العراقية) بالخط الكوفي، وتكتب في الوسط عبارة (بمناسبة الذكرى الأولى لقيام الحكم الذاتي، وعودة السلام إلى شمال الوطن) بالخطوط الثلث والنسخي والديواني، ويكتب التاريخ (17 صفر 1394  11 آذار 1974) في الأسفل. |                                                |
| الكتلة 38 غم | المعدن الذهب (عيار 0.9616) | القطر 40 ملم | السُمك |                                                |
| المصمم(ون) | المصمم(ون) | الحواف مسننة | الحواف مسننة |                                                |
| الطرازات | | | |                                                |
| الذكرى الأولى لقيام الحكم الذاتي (الذهب) | | | |                                                |

### إصدار قناة الثرثار
أعلن البنك المركزي العراقي في سنة 1977 عن إصدار مسكوكة تذكارية نموذجية من فئة دينار واحد بمناسبة مرور سنة واحدة على افتتاح مشروع قناة الثرثار-الفرات في 10 تشرين الأول 1976.
| \| مسكوكة افتتاح قناة الثرثار - الفرات (دينار واحد) \| | \| مسكوكة افتتاح قناة الثرثار - الفرات (دينار واحد) \| | \| مسكوكة افتتاح قناة الثرثار - الفرات (دينار واحد) \| | \| مسكوكة افتتاح قناة الثرثار - الفرات (دينار واحد) \| | \| مسكوكة افتتاح قناة الثرثار - الفرات (دينار واحد) \| |
| --- | --- | --- | --- | ------------------------------------------------------ |
| | | | |                                                        |
| الوجه : يظهر على وجه المسكوكة رسم بارز لمؤخرة ناظم قناة الثرثار – الفرات يبين بحيرة الثرثار المقدم الناظم وفوق الرسم وبمحاذاة محيط المسكوكة عبارة "الزراعة نفط دائم" وتحتها عبارة "الرئيس أحمد حسن البكر" يلي ذلك عبارة "الذكرى الأولى لافتتاح مشروع قناة الثرثار – الفرات" وفي أسفل الرسم تاريخ السك 1397 هـ – 1977 م. | الوجه : يظهر على وجه المسكوكة رسم بارز لمؤخرة ناظم قناة الثرثار – الفرات يبين بحيرة الثرثار المقدم الناظم وفوق الرسم وبمحاذاة محيط المسكوكة عبارة "الزراعة نفط دائم" وتحتها عبارة "الرئيس أحمد حسن البكر" يلي ذلك عبارة "الذكرى الأولى لافتتاح مشروع قناة الثرثار – الفرات" وفي أسفل الرسم تاريخ السك 1397 هـ – 1977 م. | العكس : يظهر على ظهر المسكوكة عبارة "الجمهورية العراقية" في الأعلى ودائرة تكتب فيها فئة المسكوكة "1 دينار" في الوسط عبارة "افتتاح مشروع قناة الثرثار الفرات" وتاريخ "10 تشرين الأول 1976" في الأسفل. | العكس : يظهر على ظهر المسكوكة عبارة "الجمهورية العراقية" في الأعلى ودائرة تكتب فيها فئة المسكوكة "1 دينار" في الوسط عبارة "افتتاح مشروع قناة الثرثار الفرات" وتاريخ "10 تشرين الأول 1976" في الأسفل. |                                                        |
| الكتلة 31 غم | المعدن الفضة (عيار 0.900) | القطر 40 ملم | السُمك |                                                        |
| المصمم(ون) | المصمم(ون) | الحواف مسننة | الحواف مسننة |                                                        |
| الطرازات | | | |                                                        |
| | | | |                                                        |
| ملاحظات – كمية الإصدار 7000 مسكوكة (KM #143) (Schön #49) (N #63038) | | | |                                                        |
| مسكوكة افتتاح قناة الثرثار - الفرات (دينار واحد) | | | |                                                        |

### إصدارات الذكرى العاشرة لثورة 17 تموز
أصدرت المسكوكات التالية لمناسبة الذكرى العاشرة لثورة 17 تموز 1968، استنادا للمرسوم 103 لسنة 1978 وتعديله المرقم 390 والبيان المرقم 2752، ولا تستعمل هذه المسكوكات للتاديات القانونية ولا تعتبر من العملة العراقية:
| \| مسكوكة الذكرى العاشرة لثورة 17 تموز (البرونز) \| | \| مسكوكة الذكرى العاشرة لثورة 17 تموز (البرونز) \| | \| مسكوكة الذكرى العاشرة لثورة 17 تموز (البرونز) \| | \| مسكوكة الذكرى العاشرة لثورة 17 تموز (البرونز) \| | \| مسكوكة الذكرى العاشرة لثورة 17 تموز (البرونز) \| |
| --- | --- | --- | --- | --------------------------------------------------- |
| | | | |                                                     |
| الوجه : يحتوي وجه كل مسكوكة من المسكوكات المذكورة اعلاه تصميما يجسد اهداف الثورة ومنجزاتها ويعبر عن المبادئ القومية والاشتراكية للحزب القائد، حزب البعث العربي الاشتراكي | الوجه : يحتوي وجه كل مسكوكة من المسكوكات المذكورة اعلاه تصميما يجسد اهداف الثورة ومنجزاتها ويعبر عن المبادئ القومية والاشتراكية للحزب القائد، حزب البعث العربي الاشتراكي | العكس : مكتوب على ظهر كل مسكوكة من هذه المسكوكات بالخط الكوفي العبارات التالية : (امة عربية واحدة ذات رسالة خالدة، الجمهورية العراقية، وحدة حرية اشتراكية، بمناسبة الذكرى العاشرة لثورة 17/30 تموز 1968، 1398 هـ، 17/30 تموز 1978 م. | العكس : مكتوب على ظهر كل مسكوكة من هذه المسكوكات بالخط الكوفي العبارات التالية : (امة عربية واحدة ذات رسالة خالدة، الجمهورية العراقية، وحدة حرية اشتراكية، بمناسبة الذكرى العاشرة لثورة 17/30 تموز 1968، 1398 هـ، 17/30 تموز 1978 م. |                                                     |
| الكتلة 120 غم | المعدن النحاس المخلوط (البرونز) | القطر 65 ملم | السُمك |                                                     |
| المصمم(ون) | المصمم(ون) | الحواف ملساء | الحواف ملساء |                                                     |
| الطرازات | | | |                                                     |
| | | | |                                                     |
| ملاحظات – قيمتها كانت 5 دنانير | | | |                                                     |
| مسكوكة الذكرى العاشرة لثورة 17 تموز (البرونز) | | | |                                                     |

| \| مسكوكة الذكرى العاشرة لثورة 17 تموز (الفضة) \| | \| مسكوكة الذكرى العاشرة لثورة 17 تموز (الفضة) \| | \| مسكوكة الذكرى العاشرة لثورة 17 تموز (الفضة) \| | \| مسكوكة الذكرى العاشرة لثورة 17 تموز (الفضة) \| | \| مسكوكة الذكرى العاشرة لثورة 17 تموز (الفضة) \| |
| --- | --- | --- | --- | ------------------------------------------------- |
| | | | |                                                   |
| الوجه : يحتوي وجه كل مسكوكة من المسكوكات المذكورة اعلاه تصميما يجسد اهداف الثورة ومنجزاتها ويعبر عن المبادئ القومية والاشتراكية للحزب القائد، حزب البعث العربي الاشتراكي | الوجه : يحتوي وجه كل مسكوكة من المسكوكات المذكورة اعلاه تصميما يجسد اهداف الثورة ومنجزاتها ويعبر عن المبادئ القومية والاشتراكية للحزب القائد، حزب البعث العربي الاشتراكي | العكس : مكتوب على ظهر كل مسكوكة من هذه المسكوكات بالخط الكوفي العبارات التالية : (امة عربية واحدة ذات رسالة خالدة، الجمهورية العراقية، وحدة حرية اشتراكية، بمناسبة الذكرى العاشرة لثورة 17/30 تموز 1968، 1398 هـ، 17/30 تموز 1978 م. | العكس : مكتوب على ظهر كل مسكوكة من هذه المسكوكات بالخط الكوفي العبارات التالية : (امة عربية واحدة ذات رسالة خالدة، الجمهورية العراقية، وحدة حرية اشتراكية، بمناسبة الذكرى العاشرة لثورة 17/30 تموز 1968، 1398 هـ، 17/30 تموز 1978 م. |                                                   |
| الكتلة 31.1 غم | المعدن الفضة | القطر 40 ملم | السُمك |                                                   |
| المصمم(ون) | المصمم(ون) | الحواف ملساء | الحواف ملساء |                                                   |
| الطرازات | | | |                                                   |
| | | | |                                                   |
| ملاحظات – قيمتها كانت 5 دنانير (N #375287) | | | |                                                   |
| مسكوكة الذكرى العاشرة لثورة 17 تموز (الفضة) | | | |                                                   |

| \| مسكوكة الذكرى العاشرة لثورة 17 تموز (الذهب - الصغيرة) \| | \| مسكوكة الذكرى العاشرة لثورة 17 تموز (الذهب - الصغيرة) \| | \| مسكوكة الذكرى العاشرة لثورة 17 تموز (الذهب - الصغيرة) \| | \| مسكوكة الذكرى العاشرة لثورة 17 تموز (الذهب - الصغيرة) \| | \| مسكوكة الذكرى العاشرة لثورة 17 تموز (الذهب - الصغيرة) \| |
| --- | --- | --- | --- | ----------------------------------------------------------- |
| | | | |                                                             |
| الوجه : يحتوي وجه كل مسكوكة من المسكوكات المذكورة اعلاه تصميما يجسد اهداف الثورة ومنجزاتها ويعبر عن المبادئ القومية والاشتراكية للحزب القائد، حزب البعث العربي الاشتراكي | الوجه : يحتوي وجه كل مسكوكة من المسكوكات المذكورة اعلاه تصميما يجسد اهداف الثورة ومنجزاتها ويعبر عن المبادئ القومية والاشتراكية للحزب القائد، حزب البعث العربي الاشتراكي | العكس : مكتوب على ظهر كل مسكوكة من هذه المسكوكات بالخط الكوفي العبارات التالية : (امة عربية واحدة ذات رسالة خالدة، الجمهورية العراقية، وحدة حرية اشتراكية، بمناسبة الذكرى العاشرة لثورة 17/30 تموز 1968، 1398 هـ، 17/30 تموز 1978 م. | العكس : مكتوب على ظهر كل مسكوكة من هذه المسكوكات بالخط الكوفي العبارات التالية : (امة عربية واحدة ذات رسالة خالدة، الجمهورية العراقية، وحدة حرية اشتراكية، بمناسبة الذكرى العاشرة لثورة 17/30 تموز 1968، 1398 هـ، 17/30 تموز 1978 م. |                                                             |
| الكتلة 15.65 غم | المعدن الذهب (22 قيراط) | القطر 28 ملم | السُمك |                                                             |
| المصمم(ون) | المصمم(ون) | الحواف ملساء | الحواف ملساء |                                                             |
| الطرازات | | | |                                                             |
| | | | |                                                             |
| ملاحظات – قيمتها كانت 40 دينارا (N #195046) | | | |                                                             |
| مسكوكة الذكرى العاشرة لثورة 17 تموز (الذهب - الصغيرة) | | | |                                                             |

| \| مسكوكة الذكرى العاشرة لثورة 17 تموز (الذهب - الكبيرة) \| | \| مسكوكة الذكرى العاشرة لثورة 17 تموز (الذهب - الكبيرة) \| | \| مسكوكة الذكرى العاشرة لثورة 17 تموز (الذهب - الكبيرة) \| | \| مسكوكة الذكرى العاشرة لثورة 17 تموز (الذهب - الكبيرة) \| | \| مسكوكة الذكرى العاشرة لثورة 17 تموز (الذهب - الكبيرة) \| |
| --- | --- | --- | --- | ----------------------------------------------------------- |
| | | | |                                                             |
| الوجه : يحتوي وجه كل مسكوكة من المسكوكات المذكورة اعلاه تصميما يجسد اهداف الثورة ومنجزاتها ويعبر عن المبادئ القومية والاشتراكية للحزب القائد، حزب البعث العربي الاشتراكي | الوجه : يحتوي وجه كل مسكوكة من المسكوكات المذكورة اعلاه تصميما يجسد اهداف الثورة ومنجزاتها ويعبر عن المبادئ القومية والاشتراكية للحزب القائد، حزب البعث العربي الاشتراكي | العكس : مكتوب على ظهر كل مسكوكة من هذه المسكوكات بالخط الكوفي العبارات التالية : (امة عربية واحدة ذات رسالة خالدة، الجمهورية العراقية، وحدة حرية اشتراكية، بمناسبة الذكرى العاشرة لثورة 17/30 تموز 1968، 1398 هـ، 17/30 تموز 1978 م. | العكس : مكتوب على ظهر كل مسكوكة من هذه المسكوكات بالخط الكوفي العبارات التالية : (امة عربية واحدة ذات رسالة خالدة، الجمهورية العراقية، وحدة حرية اشتراكية، بمناسبة الذكرى العاشرة لثورة 17/30 تموز 1968، 1398 هـ، 17/30 تموز 1978 م. |                                                             |
| الكتلة 38.17 غم | المعدن الذهب (22 قيراط) | القطر 40 ملم | السُمك |                                                             |
| المصمم(ون) | المصمم(ون) | الحواف ملساء | الحواف ملساء |                                                             |
| الطرازات | | | |                                                             |
| | | | |                                                             |
| ملاحظات – قيمتها كانت 100 دينار (N #315490)، (N #195048) | | | |                                                             |
| مسكوكة الذكرى العاشرة لثورة 17 تموز (الذهب - الكبيرة) | | | |                                                             |

### إصدارات السنة الدولية للطفل
أصدر البنك المركزي العراقي في حزيرن 1979 مسكوكتين لمناسبة السنة الدولية للطفل إحداهما مت النيكل بقيمة 250 فلسا، والأخرى من الفضة المخلوطة بقيمة دينار واحد.
وكذلك أصدر البنك المركزي في سنة 1980 مسكوكات ذهبية لنفس المناسبة.
| \| السنة الدولية للطفل (250 فلسا) \| | \| السنة الدولية للطفل (250 فلسا) \| | \| السنة الدولية للطفل (250 فلسا) \| | \| السنة الدولية للطفل (250 فلسا) \| | \| السنة الدولية للطفل (250 فلسا) \| |
| --- | --- | --- | --- | ------------------------------------ |
| | | | |                                      |
| الوجه : يظهر على وجه المسكوكات دائرة مركزين تحتوي على صورة جانبية لطفل يزين العلم العراقي صدره، وفي نهاية العلم تتفرع ثلاثة أغصان في نهاية كل غصن ثلاث زهرات تتشكل في رأس الطفل على هيئة إكليل، كما تظهر ثلاث دوائر خارجية تحيط بالدائرة المركزية، وفي الفسحة المحيطة بوجه الطفل كتبت عبارة (أطفال اليوم أبطال الغد) بالخط العربي الكوفي، | الوجه : يظهر على وجه المسكوكات دائرة مركزين تحتوي على صورة جانبية لطفل يزين العلم العراقي صدره، وفي نهاية العلم تتفرع ثلاثة أغصان في نهاية كل غصن ثلاث زهرات تتشكل في رأس الطفل على هيئة إكليل، كما تظهر ثلاث دوائر خارجية تحيط بالدائرة المركزية، وفي الفسحة المحيطة بوجه الطفل كتبت عبارة (أطفال اليوم أبطال الغد) بالخط العربي الكوفي، | العكس : يظهر على ظهر المسكوكين كتبت عبارة (الجمهورية العراقية) في الأعلى، وعبارة (السنة الدولية للطفل) في الاسفل وزخرفة إسلامية في الجانبين وتحتهما التاريخان (1399 هـ) في الجهة اليمنى، و(1979 م) في الجهة اليسرى، ودائرة في الوسط كتبت فيها فئة المسكوك (1 دينار)، و(250 فلساً)، وتحت الدائرة شعار الأمم المتحدة الخاص بالسنة الدولية للطفل. | العكس : يظهر على ظهر المسكوكين كتبت عبارة (الجمهورية العراقية) في الأعلى، وعبارة (السنة الدولية للطفل) في الاسفل وزخرفة إسلامية في الجانبين وتحتهما التاريخان (1399 هـ) في الجهة اليمنى، و(1979 م) في الجهة اليسرى، ودائرة في الوسط كتبت فيها فئة المسكوك (1 دينار)، و(250 فلساً)، وتحت الدائرة شعار الأمم المتحدة الخاص بالسنة الدولية للطفل. |                                      |
| الكتلة 15 غم | المعدن النيكل | القطر 33 ملم | السُمك |                                      |
| المصمم(ون) | المصمم(ون) | الحواف مسننة | الحواف مسننة |                                      |
| الطرازات | | | |                                      |
| | | | |                                      |
| ملاحظات – كمية الإصدار 10000 قطعة (KM #144) (Schön #50) (N #78215) كذلك إصدار نموذج (أو عملة نمطية [الإنجليزية] ): (N #142490) وضع المسكوك في محفظة بلاستيكية وبيع بسعر دينار واحد. | | | |                                      |
| السنة الدولية للطفل (250 فلسا) | | | |                                      |

| \| مسكوكة السنة الدولية للطفل (دينار واحد) \| | \| مسكوكة السنة الدولية للطفل (دينار واحد) \| | \| مسكوكة السنة الدولية للطفل (دينار واحد) \| | \| مسكوكة السنة الدولية للطفل (دينار واحد) \| | \| مسكوكة السنة الدولية للطفل (دينار واحد) \| |
| --- | --- | --- | --- | --------------------------------------------- |
| | | | |                                               |
| الوجه : يظهر على وجه المسكوكات دائرة مركزين تحتوي على صورة جانبية لطفل يزين العلم العراقي صدره، وفي نهاية العلم تتفرع ثلاثة أغصان في نهاية كل غصن ثلاث زهرات تتشكل في رأس الطفل على هيئة إكليل، كما تظهر ثلاث دوائر خارجية تحيط بالدائرة المركزية، وفي الفسحة المحيطة بوجه الطفل كتبت عبارة (أطفال اليوم أبطال الغد) بالخط العربي الكوفي، | الوجه : يظهر على وجه المسكوكات دائرة مركزين تحتوي على صورة جانبية لطفل يزين العلم العراقي صدره، وفي نهاية العلم تتفرع ثلاثة أغصان في نهاية كل غصن ثلاث زهرات تتشكل في رأس الطفل على هيئة إكليل، كما تظهر ثلاث دوائر خارجية تحيط بالدائرة المركزية، وفي الفسحة المحيطة بوجه الطفل كتبت عبارة (أطفال اليوم أبطال الغد) بالخط العربي الكوفي، | العكس : يظهر على ظهر المسكوكين كتبت عبارة (الجمهورية العراقية) في الأعلى، وعبارة (السنة الدولية للطفل) في الاسفل وزخرفة إسلامية في الجانبين وتحتهما التاريخان (1399 هـ) في الجهة اليمنى، و(1979 م) في الجهة اليسرى، ودائرة في الوسط كتبت فيها فئة المسكوك (1 دينار)، و(250 فلساً)، وتحت الدائرة شعار الأمم المتحدة الخاص بالسنة الدولية للطفل. | العكس : يظهر على ظهر المسكوكين كتبت عبارة (الجمهورية العراقية) في الأعلى، وعبارة (السنة الدولية للطفل) في الاسفل وزخرفة إسلامية في الجانبين وتحتهما التاريخان (1399 هـ) في الجهة اليمنى، و(1979 م) في الجهة اليسرى، ودائرة في الوسط كتبت فيها فئة المسكوك (1 دينار)، و(250 فلساً)، وتحت الدائرة شعار الأمم المتحدة الخاص بالسنة الدولية للطفل. |                                               |
| الكتلة 32 غم | المعدن الفضة (عيار 0.900) | القطر 33.1 ملم | السُمك |                                               |
| المصمم(ون) | المصمم(ون) | الحواف مسننة | الحواف مسننة |                                               |
| الطرازات | | | |                                               |
| | | | |                                               |
| ملاحظات – كمية الإصدار 5000 قطعة (KM #145) (Schön #51) (N #63039) وضع المسكوك في علبة إهداء خاصة وبيع بسعر 5 دنانير. | | | |                                               |
| مسكوكة السنة الدولية للطفل (دينار واحد) | | | |                                               |

| \| مسكوكة السنة الدولية للطفل (خمسون دينارا) \| | \| مسكوكة السنة الدولية للطفل (خمسون دينارا) \| | \| مسكوكة السنة الدولية للطفل (خمسون دينارا) \| | \| مسكوكة السنة الدولية للطفل (خمسون دينارا) \| | \| مسكوكة السنة الدولية للطفل (خمسون دينارا) \| |
| --- | --- | --- | --- | ----------------------------------------------- |
| | | | |                                                 |
| الوجه : يظهر على وجه المسكوكات دائرة مركزين تحتوي على صورة جانبية لطفل يزين العلم العراقي صدره، وفي نهاية العلم تتفرع ثلاثة أغصان في نهاية كل غصن ثلاث زهرات تتشكل في رأس الطفل على هيئة إكليل، كما تظهر ثلاث دوائر خارجية تحيط بالدائرة المركزية، وفي الفسحة المحيطة بوجه الطفل كتبت عبارة (أطفال اليوم أبطال الغد) بالخط العربي الكوفي، | الوجه : يظهر على وجه المسكوكات دائرة مركزين تحتوي على صورة جانبية لطفل يزين العلم العراقي صدره، وفي نهاية العلم تتفرع ثلاثة أغصان في نهاية كل غصن ثلاث زهرات تتشكل في رأس الطفل على هيئة إكليل، كما تظهر ثلاث دوائر خارجية تحيط بالدائرة المركزية، وفي الفسحة المحيطة بوجه الطفل كتبت عبارة (أطفال اليوم أبطال الغد) بالخط العربي الكوفي، | العكس : يظهر على ظهر المسكوكين كتبت عبارة (الجمهورية العراقية) في الأعلى، وعبارة (السنة الدولية للطفل) في الاسفل وزخرفة إسلامية في الجانبين وتحتهما التاريخان (1399 هـ) في الجهة اليمنى، و(1979 م) في الجهة اليسرى، ودائرة في الوسط كتبت فيها فئة المسكوك (1 دينار)، و(250 فلساً)، وتحت الدائرة شعار الأمم المتحدة الخاص بالسنة الدولية للطفل. | العكس : يظهر على ظهر المسكوكين كتبت عبارة (الجمهورية العراقية) في الأعلى، وعبارة (السنة الدولية للطفل) في الاسفل وزخرفة إسلامية في الجانبين وتحتهما التاريخان (1399 هـ) في الجهة اليمنى، و(1979 م) في الجهة اليسرى، ودائرة في الوسط كتبت فيها فئة المسكوك (1 دينار)، و(250 فلساً)، وتحت الدائرة شعار الأمم المتحدة الخاص بالسنة الدولية للطفل. |                                                 |
| الكتلة 13.7 غم | المعدن الذهب (عيار 0.917) | القطر 35 ملم | السُمك |                                                 |
| المصمم(ون) | المصمم(ون) | الحواف | الحواف |                                                 |
| الطرازات | | | |                                                 |
| | | | |                                                 |
| ملاحظات – كمية الإصدار 10000 قطعة، وضعت على علبة إهداء وبيعت بسعر 65 دينارا (KM #166) (Schön #52) (N #105838) | | | |                                                 |
| مسكوكة السنة الدولية للطفل (خمسون دينارا) | | | |                                                 |

| \| مسكوكة السنة الدولية للطفل (مائة دينار) \| | \| مسكوكة السنة الدولية للطفل (مائة دينار) \| | \| مسكوكة السنة الدولية للطفل (مائة دينار) \| | \| مسكوكة السنة الدولية للطفل (مائة دينار) \| | \| مسكوكة السنة الدولية للطفل (مائة دينار) \| |
| --- | --- | --- | --- | --------------------------------------------- |
| | | | |                                               |
| الوجه : يظهر على وجه المسكوكات دائرة مركزين تحتوي على صورة جانبية لطفل يزين العلم العراقي صدره، وفي نهاية العلم تتفرع ثلاثة أغصان في نهاية كل غصن ثلاث زهرات تتشكل في رأس الطفل على هيئة إكليل، كما تظهر ثلاث دوائر خارجية تحيط بالدائرة المركزية، وفي الفسحة المحيطة بوجه الطفل كتبت عبارة (أطفال اليوم أبطال الغد) بالخط العربي الكوفي، | الوجه : يظهر على وجه المسكوكات دائرة مركزين تحتوي على صورة جانبية لطفل يزين العلم العراقي صدره، وفي نهاية العلم تتفرع ثلاثة أغصان في نهاية كل غصن ثلاث زهرات تتشكل في رأس الطفل على هيئة إكليل، كما تظهر ثلاث دوائر خارجية تحيط بالدائرة المركزية، وفي الفسحة المحيطة بوجه الطفل كتبت عبارة (أطفال اليوم أبطال الغد) بالخط العربي الكوفي، | العكس : يظهر على ظهر المسكوكين كتبت عبارة (الجمهورية العراقية) في الأعلى، وعبارة (السنة الدولية للطفل) في الاسفل وزخرفة إسلامية في الجانبين وتحتهما التاريخان (1399 هـ) في الجهة اليمنى، و(1979 م) في الجهة اليسرى، ودائرة في الوسط كتبت فيها فئة المسكوك (1 دينار)، و(250 فلساً)، وتحت الدائرة شعار الأمم المتحدة الخاص بالسنة الدولية للطفل. | العكس : يظهر على ظهر المسكوكين كتبت عبارة (الجمهورية العراقية) في الأعلى، وعبارة (السنة الدولية للطفل) في الاسفل وزخرفة إسلامية في الجانبين وتحتهما التاريخان (1399 هـ) في الجهة اليمنى، و(1979 م) في الجهة اليسرى، ودائرة في الوسط كتبت فيها فئة المسكوك (1 دينار)، و(250 فلساً)، وتحت الدائرة شعار الأمم المتحدة الخاص بالسنة الدولية للطفل. |                                               |
| الكتلة 26 غم | المعدن الذهب (عيار 0.917) | القطر 33 ملم | السُمك |                                               |
| المصمم(ون) | المصمم(ون) | الحواف | الحواف |                                               |
| الطرازات | | | |                                               |
| | | | |                                               |
| ملاحظات – كمية الإصدار 10000 قطعة، وضعت على علبة إهداء وبيعت بسعر 120 دينار. (KM #167) (Schön #53) (N #105837) | | | |                                               |
| مسكوكة السنة الدولية للطفل (مائة دينار) | | | |                                               |

### إصدار يوم العلم
أصدرت الحكومة العراقية في الثالث من أيار عام 1980 تشريعا بخصوص مسكوكات لمناسبة يوم العلم 1 كانون الأول 1979، وهي الذكرى السنوية الأولى لبداية الحملة الوطنية الشاملة لمحو الأمية الالزامي. وكانت المسكوكات من الذهب والفضة والنيكل. لم تستعمل هذه المسكوكات للتأديات القانونية ولم تعد من العملة العراقية.
| \| يوم العلم (النيكل) \| | \| يوم العلم (النيكل) \| | \| يوم العلم (النيكل) \| | \| يوم العلم (النيكل) \| | \| يوم العلم (النيكل) \| |
| --- | --- | --- | --- | ------------------------ |
| | | | |                          |
| الوجه : يحتوي وجه كل مسكوك من المسكوكات المذكورة في المادة الثانية على دائرة مركزية بداخلها كتاب مفتوح وفي وسط الكتاب قلم وعلى صفحتيه بصمة الابهام التي ترمز إلى الامية وقد شطبت باشارة (X) لترمز هذه الاشارة إلى انه (لا أمية بعد اليوم) وعلى محيط الدائرة المركزية عبارة (المجلس الاعلى للحملة الوطنية الشاملة لمحو الأمية الإلزامي) وفي الدائرة المحيطة بالدائرة المركزية عبارة (بقيادة الرئيس القائد صدام حسين نقضي على الأمية) مع زخرفة إسلامية. | الوجه : يحتوي وجه كل مسكوك من المسكوكات المذكورة في المادة الثانية على دائرة مركزية بداخلها كتاب مفتوح وفي وسط الكتاب قلم وعلى صفحتيه بصمة الابهام التي ترمز إلى الامية وقد شطبت باشارة (X) لترمز هذه الاشارة إلى انه (لا أمية بعد اليوم) وعلى محيط الدائرة المركزية عبارة (المجلس الاعلى للحملة الوطنية الشاملة لمحو الأمية الإلزامي) وفي الدائرة المحيطة بالدائرة المركزية عبارة (بقيادة الرئيس القائد صدام حسين نقضي على الأمية) مع زخرفة إسلامية. | العكس : يحتوي ظهر المسكوكة على دائرة مركزية بداخلها عبارة (بسم الله الرحمن الرحيم) وفي أعلى الدائرة عبارة (الجمهورية العراقية) وفي أسفل الدائرة عبارة (يوم العلم) وفوقها شمعة مضاءة ترمز إلى أن العلم نور على جانبها الرقمين (1) من اليمين و(12) من اليسار وعلى جانبي الدائرة المركزية زخرفة إسلامية تحتها في اليمين التأريخ الهجري (1400 هـ) وفي اليسار التأريخ الميلادي (1979 م). | العكس : يحتوي ظهر المسكوكة على دائرة مركزية بداخلها عبارة (بسم الله الرحمن الرحيم) وفي أعلى الدائرة عبارة (الجمهورية العراقية) وفي أسفل الدائرة عبارة (يوم العلم) وفوقها شمعة مضاءة ترمز إلى أن العلم نور على جانبها الرقمين (1) من اليمين و(12) من اليسار وعلى جانبي الدائرة المركزية زخرفة إسلامية تحتها في اليمين التأريخ الهجري (1400 هـ) وفي اليسار التأريخ الميلادي (1979 م). |                          |
| الكتلة 15 غم | المعدن النيكل | القطر 33 ملم | السُمك |                          |
| المصمم(ون) | المصمم(ون) | الحواف ملساء | الحواف ملساء |                          |
| الطرازات | | | |                          |
| يوم العلم (النيكل) | | | |                          |

| \| يوم العلم (الفضة) \| | \| يوم العلم (الفضة) \| | \| يوم العلم (الفضة) \| | \| يوم العلم (الفضة) \| | \| يوم العلم (الفضة) \| |
| --- | --- | --- | --- | ----------------------- |
| | | | |                         |
| الوجه : يحتوي وجه كل مسكوك من المسكوكات المذكورة في المادة الثانية على دائرة مركزية بداخلها كتاب مفتوح وفي وسط الكتاب قلم وعلى صفحتيه بصمة الابهام التي ترمز إلى الامية وقد شطبت باشارة (X) لترمز هذه الاشارة إلى انه (لا أمية بعد اليوم) وعلى محيط الدائرة المركزية عبارة (المجلس الاعلى للحملة الوطنية الشاملة لمحو الأمية الإلزامي) وفي الدائرة المحيطة بالدائرة المركزية عبارة (بقيادة الرئيس القائد صدام حسين نقضي على الأمية) مع زخرفة إسلامية. | الوجه : يحتوي وجه كل مسكوك من المسكوكات المذكورة في المادة الثانية على دائرة مركزية بداخلها كتاب مفتوح وفي وسط الكتاب قلم وعلى صفحتيه بصمة الابهام التي ترمز إلى الامية وقد شطبت باشارة (X) لترمز هذه الاشارة إلى انه (لا أمية بعد اليوم) وعلى محيط الدائرة المركزية عبارة (المجلس الاعلى للحملة الوطنية الشاملة لمحو الأمية الإلزامي) وفي الدائرة المحيطة بالدائرة المركزية عبارة (بقيادة الرئيس القائد صدام حسين نقضي على الأمية) مع زخرفة إسلامية. | العكس : يحتوي ظهر المسكوكة على دائرة مركزية بداخلها عبارة (بسم الله الرحمن الرحيم) وفي أعلى الدائرة عبارة (الجمهورية العراقية) وفي أسفل الدائرة عبارة (يوم العلم) وفوقها شمعة مضاءة ترمز إلى أن العلم نور على جانبها الرقمين (1) من اليمين و(12) من اليسار وعلى جانبي الدائرة المركزية زخرفة إسلامية تحتها في اليمين التأريخ الهجري (1400 هـ) وفي اليسار التأريخ الميلادي (1979 م). | العكس : يحتوي ظهر المسكوكة على دائرة مركزية بداخلها عبارة (بسم الله الرحمن الرحيم) وفي أعلى الدائرة عبارة (الجمهورية العراقية) وفي أسفل الدائرة عبارة (يوم العلم) وفوقها شمعة مضاءة ترمز إلى أن العلم نور على جانبها الرقمين (1) من اليمين و(12) من اليسار وعلى جانبي الدائرة المركزية زخرفة إسلامية تحتها في اليمين التأريخ الهجري (1400 هـ) وفي اليسار التأريخ الميلادي (1979 م). |                         |
| الكتلة 31 غم | المعدن الفضة (عيار 0.500) | القطر 40 ملم | السُمك |                         |
| المصمم(ون) | المصمم(ون) | الحواف ملساء | الحواف ملساء |                         |
| الطرازات | | | |                         |
| | | | |                         |
| ملاحظات – (N #34235) | | | |                         |
| يوم العلم (الفضة) | | | |                         |

| \| يوم العلم (الذهب) \| | \| يوم العلم (الذهب) \| | \| يوم العلم (الذهب) \| | \| يوم العلم (الذهب) \| | \| يوم العلم (الذهب) \| |
| --- | --- | --- | --- | ----------------------- |
| | | | |                         |
| الوجه : يحتوي وجه كل مسكوك من المسكوكات المذكورة في المادة الثانية على دائرة مركزية بداخلها كتاب مفتوح وفي وسط الكتاب قلم وعلى صفحتيه بصمة الابهام التي ترمز إلى الامية وقد شطبت باشارة (X) لترمز هذه الاشارة إلى انه (لا أمية بعد اليوم) وعلى محيط الدائرة المركزية عبارة (المجلس الاعلى للحملة الوطنية الشاملة لمحو الأمية الإلزامي) وفي الدائرة المحيطة بالدائرة المركزية عبارة (بقيادة الرئيس القائد صدام حسين نقضي على الأمية) مع زخرفة إسلامية. | الوجه : يحتوي وجه كل مسكوك من المسكوكات المذكورة في المادة الثانية على دائرة مركزية بداخلها كتاب مفتوح وفي وسط الكتاب قلم وعلى صفحتيه بصمة الابهام التي ترمز إلى الامية وقد شطبت باشارة (X) لترمز هذه الاشارة إلى انه (لا أمية بعد اليوم) وعلى محيط الدائرة المركزية عبارة (المجلس الاعلى للحملة الوطنية الشاملة لمحو الأمية الإلزامي) وفي الدائرة المحيطة بالدائرة المركزية عبارة (بقيادة الرئيس القائد صدام حسين نقضي على الأمية) مع زخرفة إسلامية. | العكس : يحتوي ظهر المسكوكة على دائرة مركزية بداخلها عبارة (بسم الله الرحمن الرحيم) وفي أعلى الدائرة عبارة (الجمهورية العراقية) وفي أسفل الدائرة عبارة (يوم العلم) وفوقها شمعة مضاءة ترمز إلى أن العلم نور على جانبها الرقمين (1) من اليمين و(12) من اليسار وعلى جانبي الدائرة المركزية زخرفة إسلامية تحتها في اليمين التأريخ الهجري (1400 هـ) وفي اليسار التأريخ الميلادي (1979 م). | العكس : يحتوي ظهر المسكوكة على دائرة مركزية بداخلها عبارة (بسم الله الرحمن الرحيم) وفي أعلى الدائرة عبارة (الجمهورية العراقية) وفي أسفل الدائرة عبارة (يوم العلم) وفوقها شمعة مضاءة ترمز إلى أن العلم نور على جانبها الرقمين (1) من اليمين و(12) من اليسار وعلى جانبي الدائرة المركزية زخرفة إسلامية تحتها في اليمين التأريخ الهجري (1400 هـ) وفي اليسار التأريخ الميلادي (1979 م). |                         |
| الكتلة 6.15 غم | المعدن الذهب (عيار 0.917) | القطر 4.28 ملم | السُمك |                         |
| المصمم(ون) | المصمم(ون) | الحواف ملساء | الحواف ملساء |                         |
| الطرازات | | | |                         |
| | | | |                         |
| ملاحظات – غير مؤكد إصدارها | | | |                         |
| يوم العلم (الذهب) | | | |                         |

### إصدارات القرن الهجري الجديد
أصدر في 8 حزيران 1980 مرسوم بخصوص إصدار مسكوكات لمناسبة القرن الهجري الجديد من الذهب من فئة مائة دينار وخمسين دينارا ومسكوكة من فئة دينار واحد من الفضة. وقد أصدرت دول عربية وإسلامية مختلفة عملات معدنية ومسكوكات وطوابع بريدية ضمن إصدارات مشتركة في نفس المناسبة وتحمل تصاميم متشابهة أو متقاربة، فقد كان تصميم وجه العلمة النقدية الصادرة في الجزائر (50 دينارا) موافق للإصدار العراقي، أما الإمارات العربية المتحدة والأردن والباكستان فكانت تصاميمها مختلفة.
| \| مسكوكة القرن الهجري الجديد (دينار واحد) \| | \| مسكوكة القرن الهجري الجديد (دينار واحد) \| | \| مسكوكة القرن الهجري الجديد (دينار واحد) \| | \| مسكوكة القرن الهجري الجديد (دينار واحد) \| | \| مسكوكة القرن الهجري الجديد (دينار واحد) \| |
| --- | --- | --- | --- | --------------------------------------------- |
| | | | |                                               |
| الوجه : يظهر على وجه المسكوكة الحرف (هـ) بارزاً ويرمز إلى الهجرية النبوية، وفي التدويرة الأولى من الحرف (هـ) رمز الكعبة، ويحيط بحلقة الهاء قبة المسجد النبوي الخضراء، وبجانب القبة منارة المسجد النبوي، وفي داخل المنارة وحلقة الهاء ظل للرقم (15) يشير إلى القرن الخامس عشر الهجري، وتحت الحرف (هاء) وبمحاذاة محيط الدائرة آية من القرآن الكريم و"إن هذه أمتكم أمة واحدة" من اليمين وفوقها عبارة (القرن 15) باللغة العربية. ومن اليسار الرقم (15) يشير إلى القرن الخامس عشر الهجري باللغة الانكليزية. | الوجه : يظهر على وجه المسكوكة الحرف (هـ) بارزاً ويرمز إلى الهجرية النبوية، وفي التدويرة الأولى من الحرف (هـ) رمز الكعبة، ويحيط بحلقة الهاء قبة المسجد النبوي الخضراء، وبجانب القبة منارة المسجد النبوي، وفي داخل المنارة وحلقة الهاء ظل للرقم (15) يشير إلى القرن الخامس عشر الهجري، وتحت الحرف (هاء) وبمحاذاة محيط الدائرة آية من القرآن الكريم و"إن هذه أمتكم أمة واحدة" من اليمين وفوقها عبارة (القرن 15) باللغة العربية. ومن اليسار الرقم (15) يشير إلى القرن الخامس عشر الهجري باللغة الانكليزية. | العكس : يظهر على ظهر المسكوكة في الدائرة الكبيرة المحيطة بالدائرة المركزية الآية "الذين آمنوا وهاجروا وجاهدوا في سبيل الله بأموالهم وأنفسهم أعظم درجة عند الله وأولئك هم الفائزون: وزخرفة إسلامية، وفي الدائرة المركزية عبارة (الجمهورية العراقية) في الأعلى، وفئة المسكوكة "1 دينار" في الوسط، وتحت الفئة السنة الهجرية 1401 هـ، والسنة الميلادية 1980 م. | العكس : يظهر على ظهر المسكوكة في الدائرة الكبيرة المحيطة بالدائرة المركزية الآية "الذين آمنوا وهاجروا وجاهدوا في سبيل الله بأموالهم وأنفسهم أعظم درجة عند الله وأولئك هم الفائزون: وزخرفة إسلامية، وفي الدائرة المركزية عبارة (الجمهورية العراقية) في الأعلى، وفئة المسكوكة "1 دينار" في الوسط، وتحت الفئة السنة الهجرية 1401 هـ، والسنة الميلادية 1980 م. |                                               |
| الكتلة 31 غم | المعدن الفضة (عيار 0.900) | القطر 40 ملم | السُمك |                                               |
| المصمم(ون) | المصمم(ون) | الحواف مسننة | الحواف مسننة |                                               |
| الطرازات | | | |                                               |
| | | | |                                               |
| ملاحظات – كمية الإصدار 25000 (KM #148) (Schön #61) (N #32261) | | | |                                               |
| مسكوكة القرن الهجري الجديد (دينار واحد) | | | |                                               |

| \| مسكوكة القرن الهجري الجديد (خمسون دينارا) \| | \| مسكوكة القرن الهجري الجديد (خمسون دينارا) \| | \| مسكوكة القرن الهجري الجديد (خمسون دينارا) \| | \| مسكوكة القرن الهجري الجديد (خمسون دينارا) \| | \| مسكوكة القرن الهجري الجديد (خمسون دينارا) \| |
| --- | --- | --- | --- | ----------------------------------------------- |
| | | | |                                                 |
| الوجه : يظهر على وجه المسكوكة الحرف (هـ) بارزاً ويرمز إلى الهجرية النبوية، وفي التدويرة الأولى من الحرف (هـ) رمز الكعبة، ويحيط بحلقة الهاء قبة المسجد النبوي الخضراء، وبجانب القبة منارة المسجد النبوي، وفي داخل المنارة وحلقة الهاء ظل للرقم (15) يشير إلى القرن الخامس عشر الهجري، وتحت الحرف (هاء) وبمحاذاة محيط الدائرة آية من القرآن الكريم و"إن هذه أمتكم أمة واحدة" من اليمين وفوقها عبارة (القرن 15) باللغة العربية. ومن اليسار الرقم (15) يشير إلى القرن الخامس عشر الهجري باللغة الانكليزية. | الوجه : يظهر على وجه المسكوكة الحرف (هـ) بارزاً ويرمز إلى الهجرية النبوية، وفي التدويرة الأولى من الحرف (هـ) رمز الكعبة، ويحيط بحلقة الهاء قبة المسجد النبوي الخضراء، وبجانب القبة منارة المسجد النبوي، وفي داخل المنارة وحلقة الهاء ظل للرقم (15) يشير إلى القرن الخامس عشر الهجري، وتحت الحرف (هاء) وبمحاذاة محيط الدائرة آية من القرآن الكريم و"إن هذه أمتكم أمة واحدة" من اليمين وفوقها عبارة (القرن 15) باللغة العربية. ومن اليسار الرقم (15) يشير إلى القرن الخامس عشر الهجري باللغة الانكليزية. | العكس : يظهر على ظهر المسكوكة في الدائرة الكبيرة المحيطة بالدائرة المركزية الآية "الذين آمنوا وهاجروا وجاهدوا في سبيل الله بأموالهم وأنفسهم أعظم درجة عند الله وأولئك هم الفائزون: وزخرفة إسلامية، وفي الدائرة المركزية عبارة (الجمهورية العراقية) في الأعلى، وفئة المسكوكة "50 ديناراً" في الوسط، وتحت الفئة السنة الهجرية 1401 هـ، والسنة الميلادية 1980 م. | العكس : يظهر على ظهر المسكوكة في الدائرة الكبيرة المحيطة بالدائرة المركزية الآية "الذين آمنوا وهاجروا وجاهدوا في سبيل الله بأموالهم وأنفسهم أعظم درجة عند الله وأولئك هم الفائزون: وزخرفة إسلامية، وفي الدائرة المركزية عبارة (الجمهورية العراقية) في الأعلى، وفئة المسكوكة "50 ديناراً" في الوسط، وتحت الفئة السنة الهجرية 1401 هـ، والسنة الميلادية 1980 م. |                                                 |
| الكتلة 13.7 غم | المعدن الذهب (22 قيراط) | القطر 25 ملم | السُمك |                                                 |
| المصمم(ون) | المصمم(ون) | الحواف مسننة | الحواف مسننة |                                                 |
| الطرازات | | | |                                                 |
| | | | |                                                 |
| ملاحظات – كمية الإصدار 13000 (KM #150) (Schön #62) (N #105935) | | | |                                                 |
| مسكوكة القرن الهجري الجديد (خمسون دينارا) | | | |                                                 |

| \| مسكوكة القرن الهجري الجديد (مائة دينار) \| | \| مسكوكة القرن الهجري الجديد (مائة دينار) \| | \| مسكوكة القرن الهجري الجديد (مائة دينار) \| | \| مسكوكة القرن الهجري الجديد (مائة دينار) \| | \| مسكوكة القرن الهجري الجديد (مائة دينار) \| |
| --- | --- | --- | --- | --------------------------------------------- |
| | | | |                                               |
| الوجه : يظهر على وجه المسكوكة الحرف (هـ) بارزاً ويرمز إلى الهجرية النبوية، وفي التدويرة الأولى من الحرف (هـ) رمز الكعبة، ويحيط بحلقة الهاء قبة المسجد النبوي الخضراء، وبجانب القبة منارة المسجد النبوي، وفي داخل المنارة وحلقة الهاء ظل للرقم (15) يشير إلى القرن الخامس عشر الهجري، وتحت الحرف (هاء) وبمحاذاة محيط الدائرة آية من القرآن الكريم و"إن هذه أمتكم أمة واحدة" من اليمين وفوقها عبارة (القرن 15) باللغة العربية. ومن اليسار الرقم (15) يشير إلى القرن الخامس عشر الهجري باللغة الانكليزية. | الوجه : يظهر على وجه المسكوكة الحرف (هـ) بارزاً ويرمز إلى الهجرية النبوية، وفي التدويرة الأولى من الحرف (هـ) رمز الكعبة، ويحيط بحلقة الهاء قبة المسجد النبوي الخضراء، وبجانب القبة منارة المسجد النبوي، وفي داخل المنارة وحلقة الهاء ظل للرقم (15) يشير إلى القرن الخامس عشر الهجري، وتحت الحرف (هاء) وبمحاذاة محيط الدائرة آية من القرآن الكريم و"إن هذه أمتكم أمة واحدة" من اليمين وفوقها عبارة (القرن 15) باللغة العربية. ومن اليسار الرقم (15) يشير إلى القرن الخامس عشر الهجري باللغة الانكليزية. | العكس : يظهر على ظهر المسكوكة في الدائرة الكبيرة المحيطة بالدائرة المركزية الآية "الذين آمنوا وهاجروا وجاهدوا في سبيل الله بأموالهم وأنفسهم أعظم درجة عند الله وأولئك هم الفائزون: وزخرفة إسلامية، وفي الدائرة المركزية عبارة (الجمهورية العراقية) في الأعلى، وفئة المسكوكة "100 دينار" في الوسط، وتحت الفئة السنة الهجرية 1401 هـ، والسنة الميلادية 1980 م. | العكس : يظهر على ظهر المسكوكة في الدائرة الكبيرة المحيطة بالدائرة المركزية الآية "الذين آمنوا وهاجروا وجاهدوا في سبيل الله بأموالهم وأنفسهم أعظم درجة عند الله وأولئك هم الفائزون: وزخرفة إسلامية، وفي الدائرة المركزية عبارة (الجمهورية العراقية) في الأعلى، وفئة المسكوكة "100 دينار" في الوسط، وتحت الفئة السنة الهجرية 1401 هـ، والسنة الميلادية 1980 م. |                                               |
| الكتلة 26 غم | المعدن الذهب (22 قيراط) | القطر 33 ملم | السُمك |                                               |
| المصمم(ون) | المصمم(ون) | الحواف مسننة | الحواف مسننة |                                               |
| الطرازات | | | |                                               |
| | | | |                                               |
| ملاحظات – كمية الإصدار 14000 (KM #151) (Schön #63) (N #91934) | | | |                                               |
| مسكوكة القرن الهجري الجديد (مائة دينار) | | | |                                               |

### إصدارات مرور عام على تولي الرئيس صدام حسين قيادة الحزب والثورة
أصدر في يوم 2 تموز 1980 تشريع يخصوص إصدار مسكوكات تذكارية بمناسبة "مرور عام على تولي السيد الرئيس صدام حسين رئاسة الجمهورية وقيادة الحزب والثورة":
| \| لمناسبة مرور عام على تولي الرئيس صدام حسين قيادة الحزب والثورة (250 فلسا) \| | \| لمناسبة مرور عام على تولي الرئيس صدام حسين قيادة الحزب والثورة (250 فلسا) \| | \| لمناسبة مرور عام على تولي الرئيس صدام حسين قيادة الحزب والثورة (250 فلسا) \| | \| لمناسبة مرور عام على تولي الرئيس صدام حسين قيادة الحزب والثورة (250 فلسا) \| | \| لمناسبة مرور عام على تولي الرئيس صدام حسين قيادة الحزب والثورة (250 فلسا) \| |
| ------------------------------------------------------------------------------- | ------------------------------------------------------------------------------- | --- | --- | ------------------------------------------------------------------------------- |
|                                                                                 |                                                                                 | | |                                                                                 |
| الوجه : يظهر على وجه المسكوكات صورة جانبية للرئيس صدام حسين.                    | الوجه : يظهر على وجه المسكوكات صورة جانبية للرئيس صدام حسين.                    | العكس : يظهر على ظهرها عبارة "الجمهورية العراقية" في الأعلى، وعبارة "لمناسبة مرور عام على تولي السيد الرئيس قيادة الحزب والثورة" في الأسفل، وفي الجانبين التأريخان "1400هـ" في الجهة اليمنى، و"1980 م" في الجهة اليسرى ودائرة في الوسط تكتب فيها المسكوكة فئة "250 فلسًا". | العكس : يظهر على ظهرها عبارة "الجمهورية العراقية" في الأعلى، وعبارة "لمناسبة مرور عام على تولي السيد الرئيس قيادة الحزب والثورة" في الأسفل، وفي الجانبين التأريخان "1400هـ" في الجهة اليمنى، و"1980 م" في الجهة اليسرى ودائرة في الوسط تكتب فيها المسكوكة فئة "250 فلسًا". |                                                                                 |
| الكتلة 13 غم                                                                    | المعدن خليط النيكل والنحاس (25% نيكل و75% نحاس)                                 | القطر 30.2 ملم | السُمك |                                                                                 |
| المصمم(ون)                                                                      | المصمم(ون)                                                                      | الحواف مسننة | الحواف مسننة |                                                                                 |
| الطرازات                                                                        |                                                                                 | | |                                                                                 |
|                                                                                 |                                                                                 | | |                                                                                 |
| ملاحظات – (KM #146) (Schön #54) (N #12686)                                      |                                                                                 | | |                                                                                 |
| لمناسبة مرور عام على تولي الرئيس صدام حسين قيادة الحزب والثورة (250 فلسا)       |                                                                                 | | |                                                                                 |

| \| مسكوكة مناسبة مرور عام على تولي الرئيس صدام حسين قيادة الحزب والثورة (خمسون دينارا) \| | \| مسكوكة مناسبة مرور عام على تولي الرئيس صدام حسين قيادة الحزب والثورة (خمسون دينارا) \| | \| مسكوكة مناسبة مرور عام على تولي الرئيس صدام حسين قيادة الحزب والثورة (خمسون دينارا) \| | \| مسكوكة مناسبة مرور عام على تولي الرئيس صدام حسين قيادة الحزب والثورة (خمسون دينارا) \| | \| مسكوكة مناسبة مرور عام على تولي الرئيس صدام حسين قيادة الحزب والثورة (خمسون دينارا) \| |
| ----------------------------------------------------------------------------------------- | ----------------------------------------------------------------------------------------- | --- | --- | ----------------------------------------------------------------------------------------- |
|                                                                                           |                                                                                           | | |                                                                                           |
| الوجه : يظهر على وجه المسكوكات صورة جانبية للرئيس صدام حسين.                              | الوجه : يظهر على وجه المسكوكات صورة جانبية للرئيس صدام حسين.                              | العكس : يظهر على ظهرها عبارة "الجمهورية العراقية" في الأعلى، وعبارة "لمناسبة مرور عام على تولي السيد الرئيس قيادة الحزب والثورة" في الأسفل، وفي الجانبين التأريخان "1400هـ" في الجهة اليمنى، و"1980 م" في الجهة اليسرى ودائرة في الوسط تكتب فيها المسكوكة فئة "50 دينارًا". | العكس : يظهر على ظهرها عبارة "الجمهورية العراقية" في الأعلى، وعبارة "لمناسبة مرور عام على تولي السيد الرئيس قيادة الحزب والثورة" في الأسفل، وفي الجانبين التأريخان "1400هـ" في الجهة اليمنى، و"1980 م" في الجهة اليسرى ودائرة في الوسط تكتب فيها المسكوكة فئة "50 دينارًا". |                                                                                           |
| الكتلة 16.965 غم                                                                          | المعدن الذهب (22 قيراط)                                                                   | القطر 30 ملم | السُمك |                                                                                           |
| المصمم(ون)                                                                                | المصمم(ون)                                                                                | الحواف مسننة | الحواف مسننة |                                                                                           |
| الطرازات                                                                                  |                                                                                           | | |                                                                                           |
|                                                                                           |                                                                                           | | |                                                                                           |
| ملاحظات – (KM #173) (Schön #55) (N #105842) كذلك: (X #3) (N #115313)                      |                                                                                           | | |                                                                                           |
| مسكوكة مناسبة مرور عام على تولي الرئيس صدام حسين قيادة الحزب والثورة (خمسون دينارا)       |                                                                                           | | |                                                                                           |

| \| لمناسبة مرور عام على تولي الرئيس صدام حسين قيادة الحزب والثورة (مائة دينار) \| | \| لمناسبة مرور عام على تولي الرئيس صدام حسين قيادة الحزب والثورة (مائة دينار) \| | \| لمناسبة مرور عام على تولي الرئيس صدام حسين قيادة الحزب والثورة (مائة دينار) \| | \| لمناسبة مرور عام على تولي الرئيس صدام حسين قيادة الحزب والثورة (مائة دينار) \| | \| لمناسبة مرور عام على تولي الرئيس صدام حسين قيادة الحزب والثورة (مائة دينار) \| |
| --------------------------------------------------------------------------------- | --------------------------------------------------------------------------------- | --- | --- | --------------------------------------------------------------------------------- |
|                                                                                   |                                                                                   | | |                                                                                   |
| الوجه : يظهر على وجه المسكوكات صورة جانبية للرئيس صدام حسين.                      | الوجه : يظهر على وجه المسكوكات صورة جانبية للرئيس صدام حسين.                      | العكس : يظهر على ظهرها عبارة "الجمهورية العراقية" في الأعلى، وعبارة "لمناسبة مرور عام على تولي السيد الرئيس قيادة الحزب والثورة" في الأسفل، وفي الجانبين التأريخان "1400هـ" في الجهة اليمنى، و"1980 م" في الجهة اليسرى ودائرة في الوسط تكتب فيها المسكوكة فئة "100 دينار". | العكس : يظهر على ظهرها عبارة "الجمهورية العراقية" في الأعلى، وعبارة "لمناسبة مرور عام على تولي السيد الرئيس قيادة الحزب والثورة" في الأسفل، وفي الجانبين التأريخان "1400هـ" في الجهة اليمنى، و"1980 م" في الجهة اليسرى ودائرة في الوسط تكتب فيها المسكوكة فئة "100 دينار". |                                                                                   |
| الكتلة 33.931 غم                                                                  | المعدن الذهب (22 قيراط)                                                           | القطر 35 ملم | السُمك |                                                                                   |
| المصمم(ون)                                                                        | المصمم(ون)                                                                        | الحواف مسننة | الحواف مسننة |                                                                                   |
| الطرازات                                                                          |                                                                                   | | |                                                                                   |
|                                                                                   |                                                                                   | | |                                                                                   |
| ملاحظات – (KM #174) (Schön #56) (N #105841)                                       |                                                                                   | | |                                                                                   |
| لمناسبة مرور عام على تولي الرئيس صدام حسين قيادة الحزب والثورة (مائة دينار)       |                                                                                   | | |                                                                                   |

### إصدارات قادسية صدام
أصدر مجلس قيادة الثورة في العراق يوم 4 آذار 1981 تشريعا بخصوص إصدار مسكوك تذكاري من الذهب لمناسبة "قادسية صدام" (الحرب العراقية الإيرانية).
| \| قادسية صدام (دينار واحد) \| | \| قادسية صدام (دينار واحد) \| | \| قادسية صدام (دينار واحد) \| | \| قادسية صدام (دينار واحد) \| | \| قادسية صدام (دينار واحد) \| |
| --- | --- | --- | --- | ------------------------------ |
| | | | |                                |
| الوجه : تظهر على وجه المسكوك صورة صدام حسين على خلفية تمثل الفارس العربي والتنمية والإعمار وتحت الصورة عبارة "السيد الرئيس المهيب الركن صدام حسين" وعلى محيط الدائرة من الأعلى مقولة صدام حسين: "الحمد لله الذي وفقنا في إعادة جوانب مشرقة من أمجاد القادسية". | الوجه : تظهر على وجه المسكوك صورة صدام حسين على خلفية تمثل الفارس العربي والتنمية والإعمار وتحت الصورة عبارة "السيد الرئيس المهيب الركن صدام حسين" وعلى محيط الدائرة من الأعلى مقولة صدام حسين: "الحمد لله الذي وفقنا في إعادة جوانب مشرقة من أمجاد القادسية". | العكس : يحتوى ظهر المسكوك على خارطة الوطن العربي في الأعلى وعلى عبارة "قادسية صدام" في جانبي الخريطة وفي الجانبين كتبت السنتان الهجرية والميلادية لمعركة القادسية (15 هـ و636 م) وقادسية صدام (1400 هـ و1980 م) وفي الأسفل عبارة "الجمهورية العراقية" وفي الوسط دائرة كتبت فيها قيمة المسكوكة "1 دينار". | العكس : يحتوى ظهر المسكوك على خارطة الوطن العربي في الأعلى وعلى عبارة "قادسية صدام" في جانبي الخريطة وفي الجانبين كتبت السنتان الهجرية والميلادية لمعركة القادسية (15 هـ و636 م) وقادسية صدام (1400 هـ و1980 م) وفي الأسفل عبارة "الجمهورية العراقية" وفي الوسط دائرة كتبت فيها قيمة المسكوكة "1 دينار". |                                |
| الكتلة 13 غم | المعدن النيكل | القطر 33 ملم | السُمك |                                |
| المصمم(ون) | المصمم(ون) | الحواف مضلعة ذات عشرة أضلاع مسننة | الحواف مضلعة ذات عشرة أضلاع مسننة |                                |
| الطرازات | | | |                                |
| | | | |                                |
| ملاحظات – أصدرت أيضا مسكوكة نموذجية وبيعت في حافظة بسعر دينار و250 فلسا (KM #149) (Schön #57) (N #12691) | | | |                                |
| قادسية صدام (دينار واحد) | | | |                                |

| \| قادسية صدام (مائة دينار) \| | \| قادسية صدام (مائة دينار) \| | \| قادسية صدام (مائة دينار) \| | \| قادسية صدام (مائة دينار) \| | \| قادسية صدام (مائة دينار) \| |
| --- | --- | --- | --- | ------------------------------ |
| | | | |                                |
| الوجه : تظهر على وجه المسكوك صورة صدام حسين على خلفية تمثل الفارس العربي والتنمية والإعمار وتحت الصورة عبارة "السيد الرئيس المهيب الركن صدام حسين" وعلى محيط الدائرة من الأعلى مقولة صدام حسين: "الحمد لله الذي وفقنا في إعادة جوانب مشرقة من أمجاد القادسية". | الوجه : تظهر على وجه المسكوك صورة صدام حسين على خلفية تمثل الفارس العربي والتنمية والإعمار وتحت الصورة عبارة "السيد الرئيس المهيب الركن صدام حسين" وعلى محيط الدائرة من الأعلى مقولة صدام حسين: "الحمد لله الذي وفقنا في إعادة جوانب مشرقة من أمجاد القادسية". | العكس : يحتوى ظهر المسكوك على خارطة الوطن العربي في الأعلى وعلى عبارة "قادسية صدام" في الدائرة الوسطية وفي الجانبين كتبت السنتان الهجرية والميلادية لمعركة القادسية (15 هـ و636 م) وقادسية صدام (1400 هـ و1980 م) وفي الأسفل عبارة "الجمهورية العراقية". | العكس : يحتوى ظهر المسكوك على خارطة الوطن العربي في الأعلى وعلى عبارة "قادسية صدام" في الدائرة الوسطية وفي الجانبين كتبت السنتان الهجرية والميلادية لمعركة القادسية (15 هـ و636 م) وقادسية صدام (1400 هـ و1980 م) وفي الأسفل عبارة "الجمهورية العراقية". |                                |
| الكتلة 38 غم | المعدن الذهب (عيار 0.916) | القطر 35 ملم | السُمك |                                |
| المصمم(ون) | المصمم(ون) | الحواف ملساء | الحواف ملساء |                                |
| الطرازات | | | |                                |
| | | | |                                |
| ملاحظات – لا يستعمل المسكوك للتأديات القانونية ولا يعد من العملة العراقية. دار السك "هوغوينين" في لو لوكل، سويسرا (X #2) (N #115311) | | | |                                |
| قادسية صدام (مائة دينار) | | | |                                |

### إصدار يوم الأغذية العالمي - سد الموصل
في 1981 أيلول 21 أصدر مرسوم لإصدار مسكوكة نقدية من فئة 250 فلسا لمناسبة يوم الأغذية العالمي.
وقد أصدرت دول مختلفة حول العالم مسكوكات وعملات نقدية احتفاء بذات المناسبة مثل إيطاليا (200 ليرة) وأفغانستان (500 أفغاني).
| \| يوم الأغذية العالمي - سد الموصل \| | \| يوم الأغذية العالمي - سد الموصل \| | \| يوم الأغذية العالمي - سد الموصل \| | \| يوم الأغذية العالمي - سد الموصل \| | \| يوم الأغذية العالمي - سد الموصل \| |
| --- | --- | --- | --- | ------------------------------------- |
| | | | |                                       |
| الوجه : يحتوي وحه المسكوكة على رسم برز لمشروع سد الموصل وفي الأعلى الأية "وجعلنا من الماء كل شيء حي “قرآن كريم”" والتاريخ الهجري في الجهة اليمنى (1401 هـ) والتاريخ الميلادي في الجهة اليسرى (1981 م) وفي الأسفل عبارة (سد الموصل). | الوجه : يحتوي وحه المسكوكة على رسم برز لمشروع سد الموصل وفي الأعلى الأية "وجعلنا من الماء كل شيء حي “قرآن كريم”" والتاريخ الهجري في الجهة اليمنى (1401 هـ) والتاريخ الميلادي في الجهة اليسرى (1981 م) وفي الأسفل عبارة (سد الموصل). | العكس : يحتوي ظهر المسكوكة على عبارة "الجمهورية العراقية" في الأعلى وتحتها فئة المسكوكة "250 فلسا" وتحت الفئة شعار منظمة الغذاء والزراعة الدولية وتحته عبارة "يوم الأغذية العالمي" وعلى جانبي الدائرة زخرفة عربية. | العكس : يحتوي ظهر المسكوكة على عبارة "الجمهورية العراقية" في الأعلى وتحتها فئة المسكوكة "250 فلسا" وتحت الفئة شعار منظمة الغذاء والزراعة الدولية وتحته عبارة "يوم الأغذية العالمي" وعلى جانبي الدائرة زخرفة عربية. |                                       |
| الكتلة 10,15 غمم | المعدن خليط النيكل والنحاس (25% نيكل و75% نحاس) | القطر 28,17 ملم إلى الضلع و30 ملم إلى الزاوية | السُمك |                                       |
| المصمم(ون) | المصمم(ون) | الحواف حافة ملساء وبارزة الأطر ويلي البروز سلسلة على شكل حبيبات. | الحواف حافة ملساء وبارزة الأطر ويلي البروز سلسلة على شكل حبيبات. |                                       |
| الطرازات | | | |                                       |
| | | | |                                       |
| ملاحظات – كمية الإصدار: 46432000 (KM #152) (Schön #65) (N #9568) | | | |                                       |
| يوم الأغذية العالمي - سد الموصل | | | |                                       |

### إصدار اليوبيل الذهبي للقوة الجوية العراقية
أصدر في 22 آذار 1981 مرسوما بخصوص إصدار مسكوكات تذكارية من النيكل فئة دينار واحد لمناسبة اليوبيل الذهبي للقوة الجوية العراقية التي أسست في 22 نيسان 1931.
وفي 28 آذار 1981، أصدر مرسوم آخر بخصوص إصدار مسكوكات أخرى لكنها من الذهب، وكانت من وزنين مختلفين.
| \| اليوبيل الذهبي للقوة الجوية العراقية (النيكل) \| | \| اليوبيل الذهبي للقوة الجوية العراقية (النيكل) \| | \| اليوبيل الذهبي للقوة الجوية العراقية (النيكل) \| | \| اليوبيل الذهبي للقوة الجوية العراقية (النيكل) \| | \| اليوبيل الذهبي للقوة الجوية العراقية (النيكل) \| |
| --- | --- | --- | --- | --------------------------------------------------- |
| | | | |                                                     |
| الوجه : تظهر على وجه المسكوكة صورة صدام حسين في الوسط وتحت الصورة العبارة "السيد الرئيس المهيب الركن صدام حسين" وفي الأعلى صورة نسر وفي الجانبين صورة لطائرة حربية من طراز قديم وصورة لطائرة حربية من طراز حديث وتحتهما التاريخان "1931" و"1981" على التوالي وفي محيط الدائرة من الأسفل غصنان متقاطعان. | الوجه : تظهر على وجه المسكوكة صورة صدام حسين في الوسط وتحت الصورة العبارة "السيد الرئيس المهيب الركن صدام حسين" وفي الأعلى صورة نسر وفي الجانبين صورة لطائرة حربية من طراز قديم وصورة لطائرة حربية من طراز حديث وتحتهما التاريخان "1931" و"1981" على التوالي وفي محيط الدائرة من الأسفل غصنان متقاطعان. | العكس : يحتوي ظهر المسكوكة على العبارة "أمة عربية واحدة ذات رسالة خالدة" في الأعلى وتحتها العبارة "الجمهورية العراقية" وفي الوسط دائرة تكتب فيها فئة المسكوكة "1 دينار" وفي الأسفل عبارة "اليوبيل الذهبي للقوة الجوية العراقية" وتحتها التاريخان "1931 م" و"1981 م". | العكس : يحتوي ظهر المسكوكة على العبارة "أمة عربية واحدة ذات رسالة خالدة" في الأعلى وتحتها العبارة "الجمهورية العراقية" وفي الوسط دائرة تكتب فيها فئة المسكوكة "1 دينار" وفي الأسفل عبارة "اليوبيل الذهبي للقوة الجوية العراقية" وتحتها التاريخان "1931 م" و"1981 م". |                                                     |
| الكتلة 13 غرام | المعدن النيكل | القطر 33 ملم | السُمك |                                                     |
| المصمم(ون) | المصمم(ون) | الحواف بحافة مضلعة ذات عشرة أضلاع مسننة. | الحواف بحافة مضلعة ذات عشرة أضلاع مسننة. |                                                     |
| الطرازات | | | |                                                     |
| | | | |                                                     |
| ملاحظات – (KM #153) (Schön #64) (N #12692) | | | |                                                     |
| اليوبيل الذهبي للقوة الجوية العراقية (النيكل) | | | |                                                     |

| \| اليوبيل الذهبي للقوة الجوية العراقية (الذهب) \| | \| اليوبيل الذهبي للقوة الجوية العراقية (الذهب) \| | \| اليوبيل الذهبي للقوة الجوية العراقية (الذهب) \| | \| اليوبيل الذهبي للقوة الجوية العراقية (الذهب) \| | \| اليوبيل الذهبي للقوة الجوية العراقية (الذهب) \| |
| --- | --- | --- | --- | -------------------------------------------------- |
| | | | |                                                    |
| الوجه : تظهر على وجه المسكوكة صورة صدام حسين في الوسط وتحت الصورة العبارة "السيد الرئيس المهيب الركن صدام حسين" وفي الأعلى صورة نسر وفي الجانبين صورة لطائرة حربية من طراز قديم وصورة لطائرة حربية من طراز حديث وتحتهما التاريخان "1931" و"1981" على التوالي وفي محيط الدائرة من الأسفل غصنان متقاطعان. | الوجه : تظهر على وجه المسكوكة صورة صدام حسين في الوسط وتحت الصورة العبارة "السيد الرئيس المهيب الركن صدام حسين" وفي الأعلى صورة نسر وفي الجانبين صورة لطائرة حربية من طراز قديم وصورة لطائرة حربية من طراز حديث وتحتهما التاريخان "1931" و"1981" على التوالي وفي محيط الدائرة من الأسفل غصنان متقاطعان. | العكس : يحتوي ظهر المسكوكة على العبارة "أمة عربية واحدة ذات رسالة خالدة" في الأعلى وتحتها العبارة "الجمهورية العراقية" وفي الوسط دائرة تكتب فيها فئة المسكوكة "1 دينار" وفي الأسفل عبارة "اليوبيل الذهبي للقوة الجوية العراقية" وتحتها التاريخان "1931 م" و"1981 م". | العكس : يحتوي ظهر المسكوكة على العبارة "أمة عربية واحدة ذات رسالة خالدة" في الأعلى وتحتها العبارة "الجمهورية العراقية" وفي الوسط دائرة تكتب فيها فئة المسكوكة "1 دينار" وفي الأسفل عبارة "اليوبيل الذهبي للقوة الجوية العراقية" وتحتها التاريخان "1931 م" و"1981 م". |                                                    |
| الكتلة 38 غم | المعدن الذهب (عيار 0.917 أو 22 قيراط) | القطر 35 ملم | السُمك |                                                    |
| المصمم(ون) | المصمم(ون) | الحواف ملساء | الحواف ملساء |                                                    |
| الطرازات | | | |                                                    |
| | | | |                                                    |
| ملاحظات – لا تستعمل هذه المسكوكة للتأديات القانونية ولا تعد من العملة العراقية. (N #195050) | | | |                                                    |
| اليوبيل الذهبي للقوة الجوية العراقية (الذهب) | | | |                                                    |

| \| اليوبيل الذهبي للقوة الجوية العراقية (الذهب) \| | \| اليوبيل الذهبي للقوة الجوية العراقية (الذهب) \| | \| اليوبيل الذهبي للقوة الجوية العراقية (الذهب) \| | \| اليوبيل الذهبي للقوة الجوية العراقية (الذهب) \| | \| اليوبيل الذهبي للقوة الجوية العراقية (الذهب) \| |
| --- | --- | --- | --- | -------------------------------------------------- |
| | | | |                                                    |
| الوجه : تظهر على وجه المسكوكة صورة صدام حسين في الوسط وتحت الصورة العبارة "السيد الرئيس المهيب الركن صدام حسين" وفي الأعلى صورة نسر وفي الجانبين صورة لطائرة حربية من طراز قديم وصورة لطائرة حربية من طراز حديث وتحتهما التاريخان "1931" و"1981" على التوالي وفي محيط الدائرة من الأسفل غصنان متقاطعان. | الوجه : تظهر على وجه المسكوكة صورة صدام حسين في الوسط وتحت الصورة العبارة "السيد الرئيس المهيب الركن صدام حسين" وفي الأعلى صورة نسر وفي الجانبين صورة لطائرة حربية من طراز قديم وصورة لطائرة حربية من طراز حديث وتحتهما التاريخان "1931" و"1981" على التوالي وفي محيط الدائرة من الأسفل غصنان متقاطعان. | العكس : يحتوي ظهر المسكوكة على العبارة "أمة عربية واحدة ذات رسالة خالدة" في الأعلى وتحتها العبارة "الجمهورية العراقية" وفي الوسط دائرة تكتب فيها فئة المسكوكة "1 دينار" وفي الأسفل عبارة "اليوبيل الذهبي للقوة الجوية العراقية" وتحتها التاريخان "1931 م" و"1981 م". | العكس : يحتوي ظهر المسكوكة على العبارة "أمة عربية واحدة ذات رسالة خالدة" في الأعلى وتحتها العبارة "الجمهورية العراقية" وفي الوسط دائرة تكتب فيها فئة المسكوكة "1 دينار" وفي الأسفل عبارة "اليوبيل الذهبي للقوة الجوية العراقية" وتحتها التاريخان "1931 م" و"1981 م". |                                                    |
| الكتلة 19 غم | المعدن الذهب (عيار 0.917 أو 22 قيراط) | القطر 30 ملم | السُمك |                                                    |
| المصمم(ون) | المصمم(ون) | الحواف ملساء | الحواف ملساء |                                                    |
| الطرازات | | | |                                                    |
| | | | |                                                    |
| ملاحظات – لا تستعمل هذه المسكوكة للتأديات القانونية ولا تعد من العملة العراقية. | | | |                                                    |
| اليوبيل الذهبي للقوة الجوية العراقية (الذهب) | | | |                                                    |

### إصدارات آثار بابل

مجموعة عملات الإثبات:

أصدر البنك المركزي العراقي في سنة 1984 مجموعة "إحياء بابل أثريًا واجب وطني وقومي وإنساني"، وقد ضمت المسكوكات النقدية التالية:
| \| إحياء بابل أثريًا واجب وطني وقومي وإنساني (5 فلوس) \|                                                          | \| إحياء بابل أثريًا واجب وطني وقومي وإنساني (5 فلوس) \|                                         | \| إحياء بابل أثريًا واجب وطني وقومي وإنساني (5 فلوس) \| | \| إحياء بابل أثريًا واجب وطني وقومي وإنساني (5 فلوس) \| | \| إحياء بابل أثريًا واجب وطني وقومي وإنساني (5 فلوس) \| |
| --- | ----------------------------------------------------------------------------------------------- | --- | --- | ------------------------------------------------------- |
| |                                                                                                 | | |                                                         |
| الوجه : صورة بوابة عشتار وكذلك مدون التاريخان الهجري "1402 هـ" والميلادي "1982 م" على الجانبين.                  | الوجه : صورة بوابة عشتار وكذلك مدون التاريخان الهجري "1402 هـ" والميلادي "1982 م" على الجانبين. | العكس : يحتوي ظهر العملة على عبارة "الجمهورية العراقية" في الأعلى ودائرة في الوسط كتبت فيها فئة المسكوكة (5 فلوس) وفي الأسفل عبارة "إحياء بابل اثريًا واجب وطني وقومي وإنساني". | العكس : يحتوي ظهر العملة على عبارة "الجمهورية العراقية" في الأعلى ودائرة في الوسط كتبت فيها فئة المسكوكة (5 فلوس) وفي الأسفل عبارة "إحياء بابل اثريًا واجب وطني وقومي وإنساني". |                                                         |
| الكتلة 4 غم 5 غم (نحاس-نيكل)                                                                                     | المعدن معد للتدوال: حديد غير قابل للصدأ مسكوكة نموذجية: (25% نيكل و75% نحاس)                    | القطر 22 ملم | السُمك |                                                         |
| المصمم(ون) | المصمم(ون)                                                                                      | الحواف مقوسة باثني عشر قوساً | الحواف مقوسة باثني عشر قوساً |                                                         |
| الطرازات |                                                                                                 | | |                                                         |
| |                                                                                                 | | |                                                         |
| ملاحظات – (KM #159) (Schön #66) (N #12671) إصدار النحاس-نيكل (غير المتداول): (KM #159a) (Schön #66a) (N #107012) |                                                                                                 | | |                                                         |
| إحياء بابل أثريًا واجب وطني وقومي وإنساني (5 فلوس)                                                                |                                                                                                 | | |                                                         |

| \| إحياء بابل أثريا واجب وطني وقومي وإنساني (10 فلوس) \|                                                         | \| إحياء بابل أثريا واجب وطني وقومي وإنساني (10 فلوس) \|                                        | \| إحياء بابل أثريا واجب وطني وقومي وإنساني (10 فلوس) \| | \| إحياء بابل أثريا واجب وطني وقومي وإنساني (10 فلوس) \| | \| إحياء بابل أثريا واجب وطني وقومي وإنساني (10 فلوس) \| |
| --- | ----------------------------------------------------------------------------------------------- | --- | --- | -------------------------------------------------------- |
| |                                                                                                 | | |                                                          |
| الوجه : صورة بوابة عشتار وكذلك مدون التاريخان الهجري "1402 هـ" والميلادي "1982 م" على الجانبين.                  | الوجه : صورة بوابة عشتار وكذلك مدون التاريخان الهجري "1402 هـ" والميلادي "1982 م" على الجانبين. | العكس : يحتوي ظهر العملة على عبارة "الجمهورية العراقية" في الأعلى ودائرة في الوسط كتبت فيها فئة المسكوكة (10 فلوس) وفي الأسفل عبارة "إحياء بابل اثريًا واجب وطني وقومي وإنساني". | العكس : يحتوي ظهر العملة على عبارة "الجمهورية العراقية" في الأعلى ودائرة في الوسط كتبت فيها فئة المسكوكة (10 فلوس) وفي الأسفل عبارة "إحياء بابل اثريًا واجب وطني وقومي وإنساني". |                                                          |
| الكتلة 5.75 غم (الحديد) 6.75 غم (نحاس-نيكل)                                                                      | المعدن معد للتدوال: حديد غير قابل للصدأ مسكوكة نموذجية: (25% نيكل و75% نحاس)                    | القطر 26 ملم | السُمك 1.6 ملم |                                                          |
| المصمم(ون) | المصمم(ون)                                                                                      | الحواف مقوسة باثني عشر قوساً | الحواف مقوسة باثني عشر قوساً |                                                          |
| الطرازات |                                                                                                 | | |                                                          |
| |                                                                                                 | | |                                                          |
| ملاحظات – (KM #160) (Schön #67) (N #12675) إصدار النحاس-نيكل (غير المتداول): (KM #160a) (Schön #67a) (N #107011) |                                                                                                 | | |                                                          |
| إحياء بابل أثريا واجب وطني وقومي وإنساني (10 فلوس)                                                               |                                                                                                 | | |                                                          |

| \| إحياء بابل أثريا واجب وطني وقومي وإنساني (25 فلسا) \|                                                      | \| إحياء بابل أثريا واجب وطني وقومي وإنساني (25 فلسا) \|                                                      | \| إحياء بابل أثريا واجب وطني وقومي وإنساني (25 فلسا) \| | \| إحياء بابل أثريا واجب وطني وقومي وإنساني (25 فلسا) \| | \| إحياء بابل أثريا واجب وطني وقومي وإنساني (25 فلسا) \| |
| --- | --- | --- | --- | -------------------------------------------------------- |
| | | | |                                                          |
| الوجه : صورة لوح من الأجر على هيئة أسد وكذلك مدون التاريخان الهجري "1402 هـ" والميلادي "1982 م" على الجانبين. | الوجه : صورة لوح من الأجر على هيئة أسد وكذلك مدون التاريخان الهجري "1402 هـ" والميلادي "1982 م" على الجانبين. | العكس : يحتوي ظهر العملة على عبارة "الجمهورية العراقية" في الأعلى ودائرة في الوسط كتبت فيها فئة المسكوكة (25 فلسًا) وفي الأسفل عبارة "إحياء بابل اثريًا واجب وطني وقومي وإنساني". | العكس : يحتوي ظهر العملة على عبارة "الجمهورية العراقية" في الأعلى ودائرة في الوسط كتبت فيها فئة المسكوكة (25 فلسًا) وفي الأسفل عبارة "إحياء بابل اثريًا واجب وطني وقومي وإنساني". |                                                          |
| الكتلة 2.75 غم                                                                                                | المعدن خليط النيكل والنحاس (25% نيكل و75% نحاس)                                                               | القطر 20 ملم | السُمك |                                                          |
| المصمم(ون) | المصمم(ون) | الحواف مسننة | الحواف مسننة |                                                          |
| الطرازات | | | |                                                          |
| | | | |                                                          |
| ملاحظات – (KM #161) (Schön #68) (N #12681)                                                                    | | | |                                                          |
| إحياء بابل أثريا واجب وطني وقومي وإنساني (25 فلسا)                                                            | | | |                                                          |

| \| إحياء بابل أثريا واجب وطني وقومي وإنساني (50 فلسا) \|                                                      | \| إحياء بابل أثريا واجب وطني وقومي وإنساني (50 فلسا) \|                                                      | \| إحياء بابل أثريا واجب وطني وقومي وإنساني (50 فلسا) \| | \| إحياء بابل أثريا واجب وطني وقومي وإنساني (50 فلسا) \| | \| إحياء بابل أثريا واجب وطني وقومي وإنساني (50 فلسا) \| |
| --- | --- | --- | --- | -------------------------------------------------------- |
| | | | |                                                          |
| الوجه : صورة لوح من الآجر على هيئة ثور وكذلك مدون التاريخان الهجري "1402 هـ" والميلادي "1982 م" على الجانبين. | الوجه : صورة لوح من الآجر على هيئة ثور وكذلك مدون التاريخان الهجري "1402 هـ" والميلادي "1982 م" على الجانبين. | العكس : يحتوي ظهر العملة على عبارة "الجمهورية العراقية" في الأعلى ودائرة في الوسط كتبت فيها فئة المسكوكة (50 فلسًا) وفي الأسفل عبارة "إحياء بابل اثريًا واجب وطني وقومي وإنساني". | العكس : يحتوي ظهر العملة على عبارة "الجمهورية العراقية" في الأعلى ودائرة في الوسط كتبت فيها فئة المسكوكة (50 فلسًا) وفي الأسفل عبارة "إحياء بابل اثريًا واجب وطني وقومي وإنساني". |                                                          |
| الكتلة 5.5 غم                                                                                                 | المعدن خليط النيكل والنحاس (25% نيكل و75% نحاس)                                                               | القطر 23 ملم | السُمك |                                                          |
| المصمم(ون) | المصمم(ون) | الحواف مسننة | الحواف مسننة |                                                          |
| الطرازات | | | |                                                          |
| | | | |                                                          |
| ملاحظات – (KM #162) (Schön #69) (N #9569)                                                                     | | | |                                                          |
| إحياء بابل أثريا واجب وطني وقومي وإنساني (50 فلسا)                                                            | | | |                                                          |

| \| إحياء بابل أثريا واجب وطني وقومي وإنساني (250 فلسا) \|                                                        | \| إحياء بابل أثريا واجب وطني وقومي وإنساني (250 فلسا) \|                                                        | \| إحياء بابل أثريا واجب وطني وقومي وإنساني (250 فلسا) \| | \| إحياء بابل أثريا واجب وطني وقومي وإنساني (250 فلسا) \| | \| إحياء بابل أثريا واجب وطني وقومي وإنساني (250 فلسا) \| |
| --- | --- | --- | --- | --------------------------------------------------------- |
| | | | |                                                           |
| الوجه : صورة القسم الأعلى من مسلة حمورابي وكذلك مدون التاريخان الهجري "1402 هـ" والميلادي "1982 م" على الجانبين. | الوجه : صورة القسم الأعلى من مسلة حمورابي وكذلك مدون التاريخان الهجري "1402 هـ" والميلادي "1982 م" على الجانبين. | العكس : يحتوي ظهر العملة على عبارة "الجمهورية العراقية" في الأعلى ودائرة في الوسط كتبت فيها فئة المسكوكة (250 فلسًا) وفي الأسفل عبارة "إحياء بابل اثريًا واجب وطني وقومي وإنساني". | العكس : يحتوي ظهر العملة على عبارة "الجمهورية العراقية" في الأعلى ودائرة في الوسط كتبت فيها فئة المسكوكة (250 فلسًا) وفي الأسفل عبارة "إحياء بابل اثريًا واجب وطني وقومي وإنساني". |                                                           |
| الكتلة 10 غم | المعدن خليط النيكل والنحاس (25% نيكل و75% نحاس)                                                                  | القطر 28,17 ملم إلى الضلع و30 ملم إلى الزاوية | السُمك |                                                           |
| المصمم(ون) | المصمم(ون) | الحواف مثمن الشكل أمس الحواف | الحواف مثمن الشكل أمس الحواف |                                                           |
| الطرازات | | | |                                                           |
| | | | |                                                           |
| ملاحظات – (KM #163) (Schön #70) (N #9570)                                                                        | | | |                                                           |
| إحياء بابل أثريا واجب وطني وقومي وإنساني (250 فلسا)                                                              | | | |                                                           |

| \| إحياء بابل أثريا واجب وطني وقومي وإنساني (500 فلس) \|                                     | \| إحياء بابل أثريا واجب وطني وقومي وإنساني (500 فلس) \|                                     | \| إحياء بابل أثريا واجب وطني وقومي وإنساني (500 فلس) \| | \| إحياء بابل أثريا واجب وطني وقومي وإنساني (500 فلس) \| | \| إحياء بابل أثريا واجب وطني وقومي وإنساني (500 فلس) \| |
| -------------------------------------------------------------------------------------------- | -------------------------------------------------------------------------------------------- | --- | --- | -------------------------------------------------------- |
|                                                                                              |                                                                                              | | |                                                          |
| الوجه : صورة أسد بابل وكذلك مدون التاريخان الهجري "1402 هـ" والميلادي "1982 م" على الجانبين. | الوجه : صورة أسد بابل وكذلك مدون التاريخان الهجري "1402 هـ" والميلادي "1982 م" على الجانبين. | العكس : يحتوي ظهر العملة على عبارة "الجمهورية العراقية" في الأعلى ودائرة في الوسط كتبت فيها فئة المسكوكة (500 فلس) وفي الأسفل عبارة "إحياء بابل اثريًا واجب وطني وقومي وإنساني". | العكس : يحتوي ظهر العملة على عبارة "الجمهورية العراقية" في الأعلى ودائرة في الوسط كتبت فيها فئة المسكوكة (500 فلس) وفي الأسفل عبارة "إحياء بابل اثريًا واجب وطني وقومي وإنساني". |                                                          |
| الكتلة 9 غم                                                                                  | المعدن النيكل                                                                                | القطر 4.25 ملم | السُمك |                                                          |
| المصمم(ون)                                                                                   | المصمم(ون)                                                                                   | الحواف مربع بأربعة أضلاع مستدير الزوايا، الجوانب ملساء والزوايا مسننة | الحواف مربع بأربعة أضلاع مستدير الزوايا، الجوانب ملساء والزوايا مسننة |                                                          |
| الطرازات                                                                                     |                                                                                              | | |                                                          |
|                                                                                              |                                                                                              | | |                                                          |
| ملاحظات – (KM #168) (Schön #71.2) (N #9571)                                                  |                                                                                              | | |                                                          |
| إحياء بابل أثريا واجب وطني وقومي وإنساني (500 فلس)                                           |                                                                                              | | |                                                          |

| \| إحياء بابل أثريا واجب وطني وقومي وإنساني (500 فلسا - الخطأ) \|                            | \| إحياء بابل أثريا واجب وطني وقومي وإنساني (500 فلسا - الخطأ) \|                            | \| إحياء بابل أثريا واجب وطني وقومي وإنساني (500 فلسا - الخطأ) \| | \| إحياء بابل أثريا واجب وطني وقومي وإنساني (500 فلسا - الخطأ) \| | \| إحياء بابل أثريا واجب وطني وقومي وإنساني (500 فلسا - الخطأ) \| |
| -------------------------------------------------------------------------------------------- | -------------------------------------------------------------------------------------------- | --- | --- | ----------------------------------------------------------------- |
|                                                                                              |                                                                                              | | |                                                                   |
| الوجه : صورة أسد بابل وكذلك مدون التاريخان الهجري "1402 هـ" والميلادي "1982 م" على الجانبين. | الوجه : صورة أسد بابل وكذلك مدون التاريخان الهجري "1402 هـ" والميلادي "1982 م" على الجانبين. | العكس : يحتوي ظهر العملة على عبارة "الجمهورية العراقية" في الأعلى ودائرة في الوسط كتبت فيها فئة المسكوكة (500 فلسًا - خطأ نحوي) وفي الأسفل عبارة "إحياء بابل اثريًا واجب وطني وقومي وإنساني". | العكس : يحتوي ظهر العملة على عبارة "الجمهورية العراقية" في الأعلى ودائرة في الوسط كتبت فيها فئة المسكوكة (500 فلسًا - خطأ نحوي) وفي الأسفل عبارة "إحياء بابل اثريًا واجب وطني وقومي وإنساني". |                                                                   |
| الكتلة 9 غم                                                                                  | المعدن النيكل                                                                                | القطر 4.25 ملم | السُمك |                                                                   |
| المصمم(ون)                                                                                   | المصمم(ون)                                                                                   | الحواف مربع بأربعة أضلاع مستدير الزوايا، الجوانب ملساء والزوايا مسننة | الحواف مربع بأربعة أضلاع مستدير الزوايا، الجوانب ملساء والزوايا مسننة |                                                                   |
| الطرازات                                                                                     |                                                                                              | | |                                                                   |
|                                                                                              |                                                                                              | | |                                                                   |
| ملاحظات – (KM #168a)                                                                         |                                                                                              | | |                                                                   |
| إحياء بابل أثريا واجب وطني وقومي وإنساني (500 فلسا - الخطأ)                                  |                                                                                              | | |                                                                   |

| \| إحياء بابل أثريا واجب وطني وقومي وإنساني (دينار واحد) \|                                    | \| إحياء بابل أثريا واجب وطني وقومي وإنساني (دينار واحد) \|                                    | \| إحياء بابل أثريا واجب وطني وقومي وإنساني (دينار واحد) \| | \| إحياء بابل أثريا واجب وطني وقومي وإنساني (دينار واحد) \| | \| إحياء بابل أثريا واجب وطني وقومي وإنساني (دينار واحد) \| |
| ---------------------------------------------------------------------------------------------- | ---------------------------------------------------------------------------------------------- | --- | --- | ----------------------------------------------------------- |
|                                                                                                |                                                                                                | | |                                                             |
| الوجه : صورة زقورة بابل وكذلك مدون التاريخان الهجري "1402 هـ" والميلادي "1982 م" على الجانبين. | الوجه : صورة زقورة بابل وكذلك مدون التاريخان الهجري "1402 هـ" والميلادي "1982 م" على الجانبين. | العكس : يحتوي ظهر العملة على عبارة "الجمهورية العراقية" في الأعلى ودائرة في الوسط كتبت فيها فئة المسكوكة (1 دينار) وفي الأسفل عبارة "إحياء بابل اثريًا واجب وطني وقومي وإنساني". | العكس : يحتوي ظهر العملة على عبارة "الجمهورية العراقية" في الأعلى ودائرة في الوسط كتبت فيها فئة المسكوكة (1 دينار) وفي الأسفل عبارة "إحياء بابل اثريًا واجب وطني وقومي وإنساني". |                                                             |
| الكتلة 13 غم                                                                                   | المعدن النيكل                                                                                  | القطر 33 ملم إلى الزاوية | السُمك |                                                             |
| المصمم(ون)                                                                                     | المصمم(ون)                                                                                     | الحواف مضلع بعشرة أضلاع مسننة | الحواف مضلع بعشرة أضلاع مسننة |                                                             |
| الطرازات                                                                                       |                                                                                                | | |                                                             |
|                                                                                                |                                                                                                | | |                                                             |
| ملاحظات – (KM #164) (Schön #72) (N #9572)                                                      |                                                                                                | | |                                                             |
| إحياء بابل أثريا واجب وطني وقومي وإنساني (دينار واحد)                                          |                                                                                                | | |                                                             |

### إصدارات مؤتمر دول عدم الانحياز في بغداد
أصدر البنك المركزي العراقي مسكوكات تذكارية بمناسبة المؤتمر السابع لرؤساء دول أو حكومات بلدان عدم الانحياز [الإنجليزية]
 التي كان مقررا انعقاده في بغداد عام 1982، ونقل إلى نيودلهي عاصمة الهند بسبب الحرب العراقية الإيرانية.
| \| مؤتمر دول عدم الانحياز في بغداد (250 فلسا) \| | \| مؤتمر دول عدم الانحياز في بغداد (250 فلسا) \| | \| مؤتمر دول عدم الانحياز في بغداد (250 فلسا) \| | \| مؤتمر دول عدم الانحياز في بغداد (250 فلسا) \| | \| مؤتمر دول عدم الانحياز في بغداد (250 فلسا) \| |
| --- | --- | --- | --- | ------------------------------------------------ |
| | | | |                                                  |
| الوجه : يظهر على وجه المسكوكة رسم بارز لشعار المؤتمر السابع لرؤساء دول أو حكومات بلدان عدم الانحياز والتاريخ الهجري في الجهة اليمنى (1402 هـ) والتاريخ الميلادي في الجهة اليسرى (1982 م) وفي الاسفل عبارة "المؤتمر السابع لرؤساء دول أو حكومات بلدان عدم الانحياز". | الوجه : يظهر على وجه المسكوكة رسم بارز لشعار المؤتمر السابع لرؤساء دول أو حكومات بلدان عدم الانحياز والتاريخ الهجري في الجهة اليمنى (1402 هـ) والتاريخ الميلادي في الجهة اليسرى (1982 م) وفي الاسفل عبارة "المؤتمر السابع لرؤساء دول أو حكومات بلدان عدم الانحياز". | العكس : يحتوي ظهره المسكوكة على عبارة "الجمهورية العراقية" في الأعلى، وفي الأسفل عبارة "حركة عدم الانحياز تجسيد لتطلع الشعوب إلى الاستقلال الكامل" "صدام حسين" ودائرة في الوسط كتب فيها فئة المسكوكة "250 فلسًا". | العكس : يحتوي ظهره المسكوكة على عبارة "الجمهورية العراقية" في الأعلى، وفي الأسفل عبارة "حركة عدم الانحياز تجسيد لتطلع الشعوب إلى الاستقلال الكامل" "صدام حسين" ودائرة في الوسط كتب فيها فئة المسكوكة "250 فلسًا". |                                                  |
| الكتلة 10.15 غم | المعدن نيكل / نحاس | القطر 30 ملم إلى الزاوية | السُمك |                                                  |
| المصمم(ون) | المصمم(ون) | الحواف ثمانية أضلاع ملساء | الحواف ثمانية أضلاع ملساء |                                                  |
| الطرازات | | | |                                                  |
| | | | |                                                  |
| ملاحظات – معدة للتداول (KM #155) (Schön #73) (N #12687) | | | |                                                  |
| مؤتمر دول عدم الانحياز في بغداد (250 فلسا) | | | |                                                  |

| \| مؤتمر دول عدم الانحياز في بغداد (دينار واحد) \| | \| مؤتمر دول عدم الانحياز في بغداد (دينار واحد) \| | \| مؤتمر دول عدم الانحياز في بغداد (دينار واحد) \| | \| مؤتمر دول عدم الانحياز في بغداد (دينار واحد) \| | \| مؤتمر دول عدم الانحياز في بغداد (دينار واحد) \| |
| --- | --- | -------------------------------------------------- | -------------------------------------------------- | -------------------------------------------------- |
| | |                                                    |                                                    |                                                    |
| الوجه : يظهر على وجه المسكوكة رسم بارز لشعار المؤتمر السابع لرؤساء دول أو حكومات بلدان عدم الانحياز والتاريخ الهجري في الجهة اليمنى (1402 هـ) والتاريخ الميلادي في الجهة اليسرى (1982 م) وفي الاسفل عبارة "المؤتمر السابع لرؤساء دول أو حكومات بلدان عدم الانحياز". | الوجه : يظهر على وجه المسكوكة رسم بارز لشعار المؤتمر السابع لرؤساء دول أو حكومات بلدان عدم الانحياز والتاريخ الهجري في الجهة اليمنى (1402 هـ) والتاريخ الميلادي في الجهة اليسرى (1982 م) وفي الاسفل عبارة "المؤتمر السابع لرؤساء دول أو حكومات بلدان عدم الانحياز". | العكس :                                            | العكس :                                            |                                                    |
| الكتلة 13 غم | المعدن النيكل | القطر 33 ملم إلى الزاوية                           | السُمك                                              |                                                    |
| المصمم(ون) | المصمم(ون) | الحواف عشرة أضلاع مسننة                            | الحواف عشرة أضلاع مسننة                            |                                                    |
| الطرازات | |                                                    |                                                    |                                                    |
| | |                                                    |                                                    |                                                    |
| ملاحظات – معدة للتدوال (KM #156) (Schön #74) (N #12693) | |                                                    |                                                    |                                                    |
| مؤتمر دول عدم الانحياز في بغداد (دينار واحد) | |                                                    |                                                    |                                                    |

| \| مسكوكة مؤتمر دول عدم الانحياز في بغداد (خمسون دينارا) \| | \| مسكوكة مؤتمر دول عدم الانحياز في بغداد (خمسون دينارا) \| | \| مسكوكة مؤتمر دول عدم الانحياز في بغداد (خمسون دينارا) \| | \| مسكوكة مؤتمر دول عدم الانحياز في بغداد (خمسون دينارا) \| | \| مسكوكة مؤتمر دول عدم الانحياز في بغداد (خمسون دينارا) \| |
| --- | --- | --- | --- | ----------------------------------------------------------- |
| | | | |                                                             |
| الوجه : يظهر على وجه المسكوكة رسم بارز لشعار المؤتمر السابع لرؤساء دول أو حكومات بلدان عدم الانحياز والتاريخ الهجري في الجهة اليمنى (1402 هـ) والتاريخ الميلادي في الجهة اليسرى (1982 م) وفي الاسفل عبارة "المؤتمر السابع لرؤساء دول أو حكومات بلدان عدم الانحياز". | الوجه : يظهر على وجه المسكوكة رسم بارز لشعار المؤتمر السابع لرؤساء دول أو حكومات بلدان عدم الانحياز والتاريخ الهجري في الجهة اليمنى (1402 هـ) والتاريخ الميلادي في الجهة اليسرى (1982 م) وفي الاسفل عبارة "المؤتمر السابع لرؤساء دول أو حكومات بلدان عدم الانحياز". | العكس : يحتوي ظهره المسكوكة على عبارة "الجمهورية العراقية" في الأعلى، وفي الأسفل عبارة "حركة عدم الانحياز تجسيد لتطلع الشعوب إلى الاستقلال الكامل" "صدام حسين" ودائرة في الوسط كتب فيها فئة المسكوكة "50 دينارا". | العكس : يحتوي ظهره المسكوكة على عبارة "الجمهورية العراقية" في الأعلى، وفي الأسفل عبارة "حركة عدم الانحياز تجسيد لتطلع الشعوب إلى الاستقلال الكامل" "صدام حسين" ودائرة في الوسط كتب فيها فئة المسكوكة "50 دينارا". |                                                             |
| الكتلة 13 غم | المعدن الذهب (عيار 0.917) | القطر 25 ملم | السُمك |                                                             |
| المصمم(ون) | المصمم(ون) | الحواف مسننة | الحواف مسننة |                                                             |
| الطرازات | | | |                                                             |
| | | | |                                                             |
| ملاحظات – غير معدة للتداول (KM #157) (Schön #75) (Fr #9) (N #107042) | | | |                                                             |
| مسكوكة مؤتمر دول عدم الانحياز في بغداد (خمسون دينارا) | | | |                                                             |

| \| مسكوكة مؤتمر دول عدم الانحياز في بغداد (مائة دينار) \| | \| مسكوكة مؤتمر دول عدم الانحياز في بغداد (مائة دينار) \| | \| مسكوكة مؤتمر دول عدم الانحياز في بغداد (مائة دينار) \| | \| مسكوكة مؤتمر دول عدم الانحياز في بغداد (مائة دينار) \| | \| مسكوكة مؤتمر دول عدم الانحياز في بغداد (مائة دينار) \| |
| --- | --- | --- | --- | --------------------------------------------------------- |
| | | | |                                                           |
| الوجه : يظهر على وجه المسكوكة رسم بارز لشعار المؤتمر السابع لرؤساء دول أو حكومات بلدان عدم الانحياز والتاريخ الهجري في الجهة اليمنى (1402 هـ) والتاريخ الميلادي في الجهة اليسرى (1982 م) وفي الاسفل عبارة "المؤتمر السابع لرؤساء دول أو حكومات بلدان عدم الانحياز". | الوجه : يظهر على وجه المسكوكة رسم بارز لشعار المؤتمر السابع لرؤساء دول أو حكومات بلدان عدم الانحياز والتاريخ الهجري في الجهة اليمنى (1402 هـ) والتاريخ الميلادي في الجهة اليسرى (1982 م) وفي الاسفل عبارة "المؤتمر السابع لرؤساء دول أو حكومات بلدان عدم الانحياز". | العكس : يحتوي ظهره المسكوكة على عبارة "الجمهورية العراقية" في الأعلى، وفي الأسفل عبارة "حركة عدم الانحياز تجسيد لتطلع الشعوب إلى الاستقلال الكامل" "صدام حسين" ودائرة في الوسط كتب فيها فئة المسكوكة "100 دينار". | العكس : يحتوي ظهره المسكوكة على عبارة "الجمهورية العراقية" في الأعلى، وفي الأسفل عبارة "حركة عدم الانحياز تجسيد لتطلع الشعوب إلى الاستقلال الكامل" "صدام حسين" ودائرة في الوسط كتب فيها فئة المسكوكة "100 دينار". |                                                           |
| الكتلة 26 غم | المعدن الذهب (عيار 0.917) | القطر 33 ملم | السُمك |                                                           |
| المصمم(ون) | المصمم(ون) | الحواف مسننة | الحواف مسننة |                                                           |
| الطرازات | | | |                                                           |
| | | | |                                                           |
| ملاحظات – غير معدة للتداول (KM #158) (Schön #76) (N #91931) | | | |                                                           |
| مسكوكة مؤتمر دول عدم الانحياز في بغداد (مائة دينار) | | | |                                                           |

### إصدار مسكوكتي يوم النصر
في 6 أب 1989، أصدر مرسوم سك مسكوكتين تذكاريتين ذهبيتين بمناسبة الذكرى الأولى ليوم النصر في 8 آب 1988. وفي 24 أيار 1990 أصدر مرسوم آخر بتعديل قيمة بيع المسكوكتين.
| \| مسكوكة يوم النصر (الصغيرة) \| | \| مسكوكة يوم النصر (الصغيرة) \| | \| مسكوكة يوم النصر (الصغيرة) \| | \| مسكوكة يوم النصر (الصغيرة) \| | \| مسكوكة يوم النصر (الصغيرة) \| |
| --- | --- | --- | --- | -------------------------------- |
| | | | |                                  |
| الوجه : تظهر في أعلى وجه المسكوكة الآية القرآنية: "وما النصر إلا من عند الله" وفي وسطها صورة الرئيس صدام حسين وتحتها عبارة "الرئيس القائد المناضل صدام حسين بطل النصر والسلام" وعلى الجانب الأيمن التأريخ الهجري 1410 وعلى الجانب الأيسر التاريخ الميلادي 1989. | الوجه : تظهر في أعلى وجه المسكوكة الآية القرآنية: "وما النصر إلا من عند الله" وفي وسطها صورة الرئيس صدام حسين وتحتها عبارة "الرئيس القائد المناضل صدام حسين بطل النصر والسلام" وعلى الجانب الأيمن التأريخ الهجري 1410 وعلى الجانب الأيسر التاريخ الميلادي 1989. | العكس : يظهر في أعلى ظهرها نص "الجمهورية العراقية" وفي الأسفل "يوم النصر العظيم 8 \ 8 \ 1988" وعلى الجانبين زخرفان عربيان إسلاميان متماثلان وفي الوسط العلم العراقي على شكل حمامة. | العكس : يظهر في أعلى ظهرها نص "الجمهورية العراقية" وفي الأسفل "يوم النصر العظيم 8 \ 8 \ 1988" وعلى الجانبين زخرفان عربيان إسلاميان متماثلان وفي الوسط العلم العراقي على شكل حمامة. |                                  |
| الكتلة 16.965 غم | المعدن الذهب (عيار 0.917) | القطر 30 ملم | السُمك |                                  |
| المصمم(ون) | المصمم(ون) | الحواف ملساء | الحواف ملساء |                                  |
| الطرازات | | | |                                  |
| | | | |                                  |
| ملاحظات – غير مؤكد إصدارها أعلن عن قيمتها 600 دينار عدلت قيمتها لاحقا إلى 700 دينار. | | | |                                  |
| مسكوكة يوم النصر (الصغيرة) | | | |                                  |

| \| مسكوكة النصر لنا (الكبيرة) \| | \| مسكوكة النصر لنا (الكبيرة) \| | \| مسكوكة النصر لنا (الكبيرة) \| | \| مسكوكة النصر لنا (الكبيرة) \| | \| مسكوكة النصر لنا (الكبيرة) \| |
| --- | --- | --- | --- | -------------------------------- |
| | | | |                                  |
| الوجه : تظهر في أعلى وجه المسكوكة الآية القرآنية: "وما النصر إلا من عند الله" وفي وسطها صورة الرئيس صدام حسين وتحتها عبارة "الرئيس القائد المناضل صدام حسين بطل النصر والسلام" وعلى الجانب الأيمن التأريخ الهجري 1410 وعلى الجانب الأيسر التاريخ الميلادي 1989. | الوجه : تظهر في أعلى وجه المسكوكة الآية القرآنية: "وما النصر إلا من عند الله" وفي وسطها صورة الرئيس صدام حسين وتحتها عبارة "الرئيس القائد المناضل صدام حسين بطل النصر والسلام" وعلى الجانب الأيمن التأريخ الهجري 1410 وعلى الجانب الأيسر التاريخ الميلادي 1989. | العكس : يظهر في أعلى ظهرها نص "الجمهورية العراقية" وفي الأسفل "يوم النصر العظيم 8 \ 8 \ 1988" وعلى الجانبين زخرفان عربيان إسلاميان متماثلان وفي الوسط العلم العراقي على شكل حمامة. | العكس : يظهر في أعلى ظهرها نص "الجمهورية العراقية" وفي الأسفل "يوم النصر العظيم 8 \ 8 \ 1988" وعلى الجانبين زخرفان عربيان إسلاميان متماثلان وفي الوسط العلم العراقي على شكل حمامة. |                                  |
| الكتلة 33.931 غم | المعدن الذهب (عيار 0.917) | القطر 35 ملم | السُمك |                                  |
| المصمم(ون) | المصمم(ون) | الحواف ملساء | الحواف ملساء |                                  |
| الطرازات | | | |                                  |
| | | | |                                  |
| ملاحظات – غير مؤكد إصدارها أعلن عن قيمتها 1200 دينار عدلت قيمتها لاحقا إلى 1400 دينار. | | | |                                  |
| مسكوكة النصر لنا (الكبيرة) | | | |                                  |

### إصدار مسكوكتي النصر لنا
| \| مسكوكة النصر لنا (5 دنانير) \|                                                                              | \| مسكوكة النصر لنا (5 دنانير) \|                                                                              | \| مسكوكة النصر لنا (5 دنانير) \| | \| مسكوكة النصر لنا (5 دنانير) \| | \| مسكوكة النصر لنا (5 دنانير) \| |
| --- | --- | --- | --- | --------------------------------- |
| | | | |                                   |
| الوجه : تظهر صورة نخلة في وسط المسكوكة مع سيفين متقاطعين في أعلى المسكوكة وفي الأسفل تاريخ "1411 هـ" و"1990 م" | الوجه : تظهر صورة نخلة في وسط المسكوكة مع سيفين متقاطعين في أعلى المسكوكة وفي الأسفل تاريخ "1411 هـ" و"1990 م" | العكس : تظهر عبارة "الجمهورية العراقية" في الأعلى، وفي الأسفل عبارة "النصر لنا"، وفي الوسط قيمة المسكوكة رقم "5" وتحته عبارة "خمسة دنانير". | العكس : تظهر عبارة "الجمهورية العراقية" في الأعلى، وفي الأسفل عبارة "النصر لنا"، وفي الوسط قيمة المسكوكة رقم "5" وتحته عبارة "خمسة دنانير". |                                   |
| الكتلة 13.5 غم                                                                                                 | المعدن البرونز                                                                                                 | القطر 28 ملم | السُمك |                                   |
| المصمم(ون) | المصمم(ون) | الحواف | الحواف |                                   |
| الطرازات | | | |                                   |
| | | | |                                   |
| ملاحظات – سكت في السودان ولم تصدر (KM #171) (Schön #77) (N #107047)                                            | | | |                                   |
| مسكوكة النصر لنا (5 دنانير)                                                                                    | | | |                                   |

| \| مسكوكة النصر لنا (10 دنانير) \|                                                                             | \| مسكوكة النصر لنا (10 دنانير) \|                                                                             | \| مسكوكة النصر لنا (10 دنانير) \| | \| مسكوكة النصر لنا (10 دنانير) \| | \| مسكوكة النصر لنا (10 دنانير) \| |
| --- | --- | --- | --- | ---------------------------------- |
| | | | |                                    |
| الوجه : تظهر صورة نخلة في وسط المسكوكة مع سيفين متقاطعين في أعلى المسكوكة وفي الأسفل تاريخ "1411 هـ" و"1990 م" | الوجه : تظهر صورة نخلة في وسط المسكوكة مع سيفين متقاطعين في أعلى المسكوكة وفي الأسفل تاريخ "1411 هـ" و"1990 م" | العكس : تظهر عبارة "الجمهورية العراقية" في الأعلى، وفي الأسفل عبارة "النصر لنا"، وفي الوسط قيمة المسكوكة رقم "10" وتحته عبارة "عشرة دنانير". | العكس : تظهر عبارة "الجمهورية العراقية" في الأعلى، وفي الأسفل عبارة "النصر لنا"، وفي الوسط قيمة المسكوكة رقم "10" وتحته عبارة "عشرة دنانير". |                                    |
| الكتلة 15.5 غم                                                                                                 | المعدن البرونز                                                                                                 | القطر 30 ملم | السُمك |                                    |
| المصمم(ون) | المصمم(ون) | الحواف | الحواف |                                    |
| الطرازات | | | |                                    |
| | | | |                                    |
| ملاحظات – سكت في السودان ولم تصدر (KM #172) (Schön #78) (N #34256)                                             | | | |                                    |
| مسكوكة النصر لنا (10 دنانير)                                                                                   | | | |                                    |

## إصدارات عام 2015
أعلن المصرف المركزي العراقي عن طرح مسكوكات ذهبية بفئات متعددة للبيع المباشر من المصارف المحلية، وقد توفرت بفئتين، وكان الإصدار لمناسبة الذكرى الرابع والثمانين لتأسيس هيئة النقد العراقية والذكرى الثامنة والستين لتأسيس البنك المركزي العراقي عام 1947.
| \| الذكرى 84 لهيئة النقد العراقية (100 دينار) \| | \| الذكرى 84 لهيئة النقد العراقية (100 دينار) \| | \| الذكرى 84 لهيئة النقد العراقية (100 دينار) \| | \| الذكرى 84 لهيئة النقد العراقية (100 دينار) \| | \| الذكرى 84 لهيئة النقد العراقية (100 دينار) \| |
| ------------------------------------------------ | ------------------------------------------------ | ------------------------------------------------ | ------------------------------------------------ | ------------------------------------------------ |
|                                                  |                                                  |                                                  |                                                  |                                                  |
| الوجه :                                          | الوجه :                                          | العكس :                                          | العكس :                                          |                                                  |
| الكتلة 15 غم                                     | المعدن الذهب الخالص (0.999)                      | القطر                                            | السُمك                                            |                                                  |
| المصمم(ون)                                       | المصمم(ون)                                       | الحواف                                           | الحواف                                           |                                                  |
| الطرازات                                         |                                                  |                                                  |                                                  |                                                  |
|                                                  |                                                  |                                                  |                                                  |                                                  |
| ملاحظات – أصدرت 5000 قطعة (KM #178) (N #115905)  |                                                  |                                                  |                                                  |                                                  |
| الذكرى 84 لهيئة النقد العراقية (100 دينار)       |                                                  |                                                  |                                                  |                                                  |

| \| الذكرى 84 لتأسيس البنك المركزي العراقي (250 دينارا) \| | \| الذكرى 84 لتأسيس البنك المركزي العراقي (250 دينارا) \| | \| الذكرى 84 لتأسيس البنك المركزي العراقي (250 دينارا) \| | \| الذكرى 84 لتأسيس البنك المركزي العراقي (250 دينارا) \| | \| الذكرى 84 لتأسيس البنك المركزي العراقي (250 دينارا) \| |
| --------------------------------------------------------- | --------------------------------------------------------- | --------------------------------------------------------- | --------------------------------------------------------- | --------------------------------------------------------- |
|                                                           |                                                           |                                                           |                                                           |                                                           |
| الوجه :                                                   | الوجه :                                                   | العكس :                                                   | العكس :                                                   |                                                           |
| الكتلة 22 غم                                              | المعدن الذهب الخالص (0.999)                               | القطر                                                     | السُمك                                                     |                                                           |
| المصمم(ون)                                                | المصمم(ون)                                                | الحواف                                                    | الحواف                                                    |                                                           |
| الطرازات                                                  |                                                           |                                                           |                                                           |                                                           |
|                                                           |                                                           |                                                           |                                                           |                                                           |
| ملاحظات – أصدرت 5000 قطعة (KM #179) (N #141708)           |                                                           |                                                           |                                                           |                                                           |
| الذكرى 84 لتأسيس البنك المركزي العراقي (250 دينارا)       |                                                           |                                                           |                                                           |                                                           |

## الأوراق النقدية التذكارية
أصدر البنك المركزي العراقي ورقة نقدية واحدة فقط في تاريخه، حيث عدل تصميم ورقة 1000 دينار السائدة برفع صورة الدينار الإسلامي ووضع صورة رجل يركب مشحوفا في أهوار العراق وشمس، وصار هو التصميم الجديد المعدل لهذه الورقة النقدية.
| # | تاريخ الإصدار | مناسبة الإصدار                                                 | الوصف | صورة الوجه | صورة العكس | القيمة     | المصادر |
| - | ------------- | -------------------------------------------------------------- | --- | ---------- | ---------- | ---------- | ------- |
| 1 | 2018 - 2020   | بمناسبة إدراج أهوار وآثار جنوب العراق على لائحة التراث العالمي | ورقة نقدية يغلب عليها اللون الأصفر مع عبارة "بمناسبة إدراج أهوار وآثار جنوب العراق على لائحة التراث العالمي 2016" وفي ظهر الورقة النقدية صورة المدرسة المستنصرية في بغداد. |            |            | 1000 دينار | [ 48 ]  |

## روابط خارجية
- numista.com